# Kasteel Borgharen
Kasteel Borgharen is een van oorsprong middeleeuws kasteel gelegen aan de rivier de Maas in het dorp Borgharen in het noorden van de gemeente Maastricht. Het kasteel, de kasteelhoeve, de pachthoeve en de tuinen, inclusief diverse poorten, hekken, kademuren en bruggen, vormen een cluster van rijksmonumenten. Het kasteel maakt deel uit van het Buitengoed Geul & Maas.

## Naamgeving
De naam van het kasteel is verbonden met de familienaam Van Haren, de bouwers van de voorloper van het huidige kasteel. Het kasteel is in vroeger tijden ook bekend geweest onder de naam Ophaeren (vergelijk: Neerharen). Het dorp Borgharen ("burcht Haren") is naar het kasteel genoemd.

## Geschiedenis

### Vroegste geschiedenis
Mogelijk was het kasteel de locatie van de door de kroniekschrijver Flodoard van Reims genoemde vesting Harburc, die "aan de ene kant door de Maas en aan de andere kant door de Geul wordt omgeven". In 922 had zich Giselbert II van Maasgouw in deze burcht verschanst, die daarop belegerd werd door schepen en ruiters van Karel de Eenvoudige. Giselbert zou per schip ontkomen zijn. De burcht wordt door sommige historici echter gelokaliseerd in het vlakbij gelegen gehucht Herbricht, tegenover Voulwames, dat destijds oostelijk van de Maas lag.
De familie Van Haren had een hoog aanzien in de streek rondom Maastricht. In 1202 wordt het kasteel in een regest van het klooster Sint-Gerlach te Houthem vermeld. Het regest betrof Hendrik van Wassenberg (zoon van Hendrik III van Limburg) en diens zonen Goswinus van Haesdal en Adam van Haeren. Deze Adam van Haeren (ca. 1174-1244) was heer van Borgharen, voogd van Maastricht (hij wordt genoemd in 1231) en voogd van de proosdij van Meerssen. In 1271 wordt Ogier I van Haren genoemd als voogd van Maastricht. Het is niet duidelijk of er een connectie is met de Akense burgemeestersfamilie Van Haren (15e-16e eeuw).

### Bewoning vanaf de 14e eeuw
Nadat de Maastrichtenaren bij de bisschoppen van Luik hadden geklaagd over de tol op de Maas, greep Adolf van der Mark in en stuurde in 1318 zijn leger op strafexpeditie naar Borgharen om een einde te maken aan de tolheffing en de vermeende beroving van handelaren. Het kasteel werd verwoest en in brand gestoken. Volgens een overlevering wist een van de bedienden daarbij te ontkomen door de belegeraars ervan te overtuigen dat hij in opdracht van de prins-bisschop diens matras uit het kasteel moest weghalen. In de 14e eeuw kwam tevens een einde aan de onafhankelijkheid van het Land van Valkenburg en werden de hertogen van Brabant de nieuwe eigenaren van Borgharen. Deze gaven het kasteel opnieuw in leen aan de familie Van Haeren nadat deze weer in genade waren aangenomen.

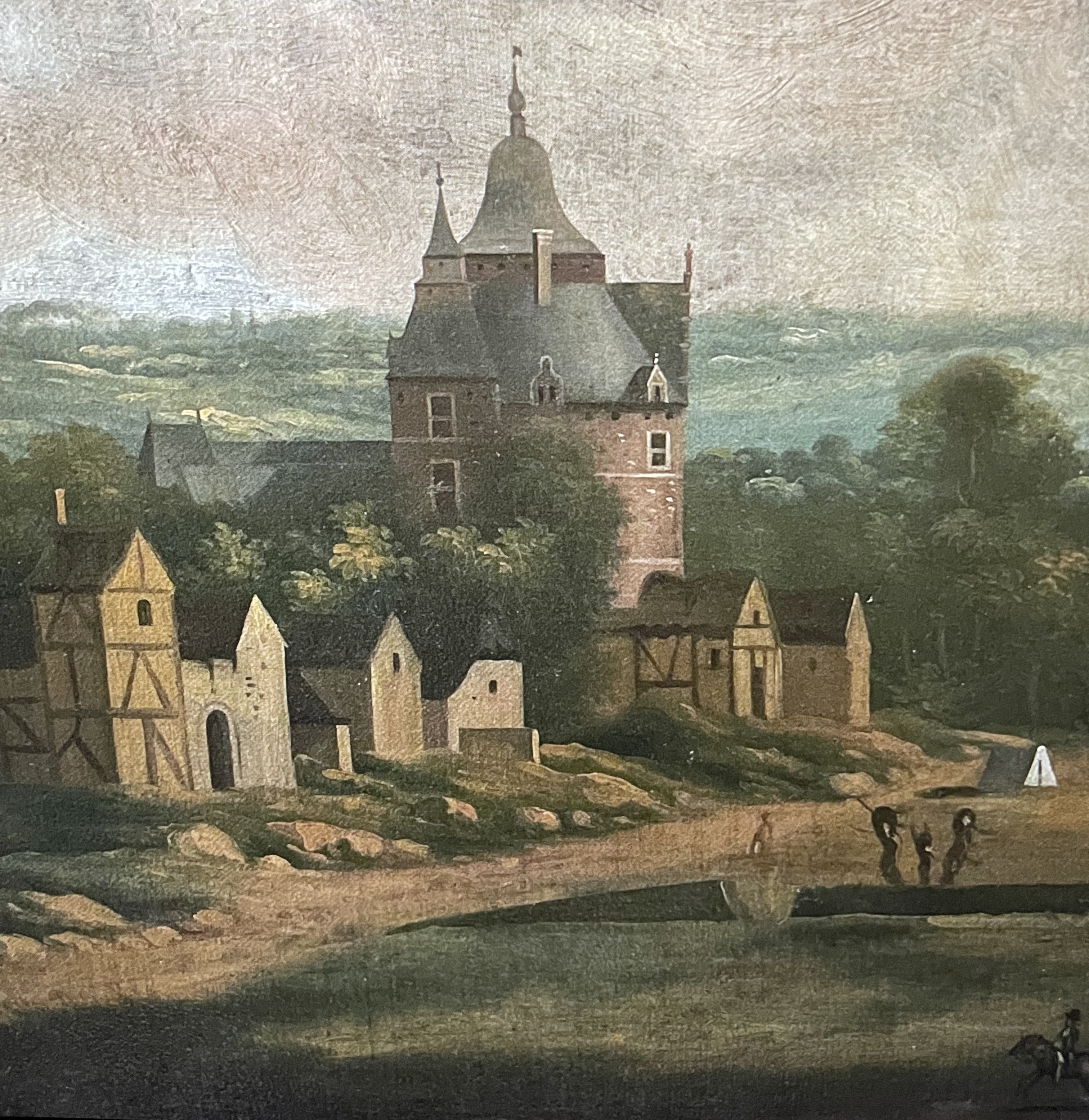
Het kasteel op een 16e-eeuws schilderij

De naam van de ridders van Haeren bleef verbonden aan Borgharen totdat een vrouwelijke erfgename huwde met ene Arnold van Hamal van Elderen, die in 1456 werd begraven in de Sint-Stefanuskerk te 's Herenelderen. Deze Arnold was bevriend met de hertog van Brabant en op zijn inspraak werd het riddergoed verheven tot een heerlijkheid. In 1483 werd het kasteel opnieuw verwoest.
Door vererving kwam het kasteel in de 16e eeuw in bezit van de gereformeerde edelman Herman Scheiffart van Merode (zie Huis Merode). In de 17e eeuw kwamen er ook weer nieuwe bewoners. De eerste was Philibert d'Isendoorn à Blois , die het kasteel in 1647 kocht van de militair Albert van Merode. Philibert overleed in 1667 en ligt met een aantal andere familieleden begraven in de grafkelder van Kasteel Borgharen. In de brug van het kasteel is een steen ingemetseld met daarop het alliantiewapen van de families d'Isendoorn à Blois en De Agris. Omdat de bewoners van het kasteel tot 1680 protestants waren, konden de katholieke inwoners geen gebruik meer maken van de parochiekerk. Pas in 1680 werd het simultaneum ingevoerd, zoals overal elders in Staats-Valkenburg.
De volgende bewoners waren de familie Van der Heyden à Blisia (1680-1732) en vervolgens de verwante families De Rosen (tot 1885), De Brigode de Kemlandt (tot 1935), De Selys Longchamps (tot 1944) en vervolgens weer De Rosen de Borgharen (door huwelijk met een dochter van Eusébie, barones de Selys Longchamps, née de Brigode de Kemlandt).

### Na de Tweede Wereldoorlog

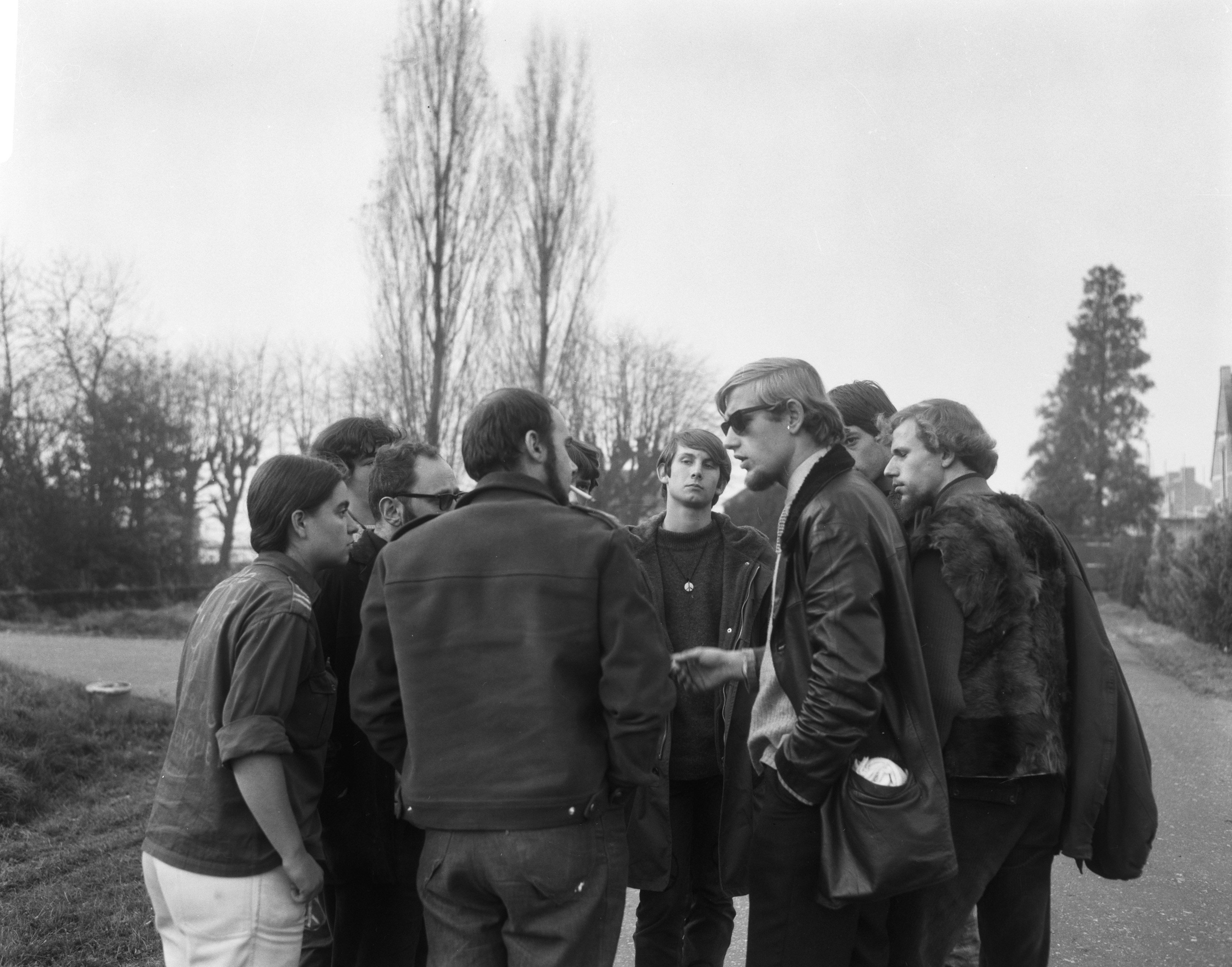
Provo's in de kasteeltuin, 1966

Na de Tweede Wereldoorlog was het kasteel eigendom van Simone, barones de Moffarts-barones de Rosen de Borgharen (1905-1983), dochter van Jeanne, barones de Rosen de Borgharen-barones de Selys Longchamps (1881-1944). Zij verhuurde een aantal appartementen in het kasteel, onder anderen van 1946-49 aan de kunsthistoricus Joseph Timmers, die conservator was geworden van het Provinciaal Museum van Oudheden, vanaf 1948 tevens hoogleraar aan de Jan van Eyck Academie. In 1953 werd het kasteel eigendom van de Amsterdamse hoteleigenaar De Cocq. In 1966 vond er een bijeenkomst ("concilie") plaats van de Amsterdamse provobeweging.
Kasteel Borgharen kwam in 1975 in bezit van het echtpaar Veenhuizen. In 1985 werd de spits van de rechter hoektoren vernield door blikseminslag en brand. In dat zelfde jaar zijn de eikenhouten lambrisering, een ontwerp van de Maastrichtse architect Mathias Soiron, en de tien op maat geschilderde olieverfdoeken van Pierre-Michel de Lovinfosse uit de grote salon verkocht. Vanaf 2005 was het kasteel grotendeels onbewoond waardoor het verval snel toesloeg en de tuin tot een ondoordringbare wildernis werd. In deze periode werden opnieuw onderdelen van de inboedel verkocht, waaronder het meubilair en de wandschilderingen in de chambre romaine. De schedels van het zeventiende-eeuwse echtpaar Philibert d'Isendoorn à Blois verdwenen uit de grafkelder en werden op Ebay geveild. De schedels, die bij een verzamelaar in Zwitserland waren terechtgekomen, zijn door tussenkomst van de huidige eigenaren teruggekeerd op Kasteel Borgharen.
In 2003 kocht de Borgharenaar Johannes (Ronny) Bessems de naastgelegen kasteelhoeve. De gemeente Maastricht beloonde in 2009 de restauratie van de hoeve met de Victor de Stuers-prijs. Sinds 2014 is het echtpaar Bessems ook eigenaar van het kasteel, dat het over een periode van 15 tot 20 jaar wil  restaureren, gesteund door een groep vrijwilligers die werkt onder de Stichting Behoud Kasteel Borgharen dat samen met vele vaklieden en restauratoren onder begeleiding van prof. Anne van Grevenstein. In 2018 ontving Bessems hiervoor de inspiratieprijs van het Prins Bernhard Cultuurfonds Limburg.

## Beschrijving

### Exterieur hoofdgebouw
Het huidige kasteel is een geheel omgracht complex met als middenvleugel een 17e-eeuws halfrond hoofdgebouw in barokke stijl, geflankeerd door twee vierkante torens. Op elk van deze torens sluit een lange zijgevel aan, gebruikt als dienstvleugel. De basis van het hoofdgebouw is een 12e-eeuwse vierkante woontoren met een in de 13e eeuw toegevoegde schildmuur. De onderbouw, kelders en de half ronde ringmuur gemaakt uit breuksteen zijn als restanten nog duidelijk herkenbaar in het huidige kasteel. Het hoofdgebouw kreeg in 1785 een met een mergelbekleding uitgevoerd classicistisch uiterlijk en werd voorzien van een hardstenen bordes met dubbele trap. In het balkonhek zijn de wapens van de families De Rosen en Van Buel verwerkt. De zware paviljoentorens en de lagere dienstvleugels zijn in Maaslandse renaissancestijl opgetrokken.

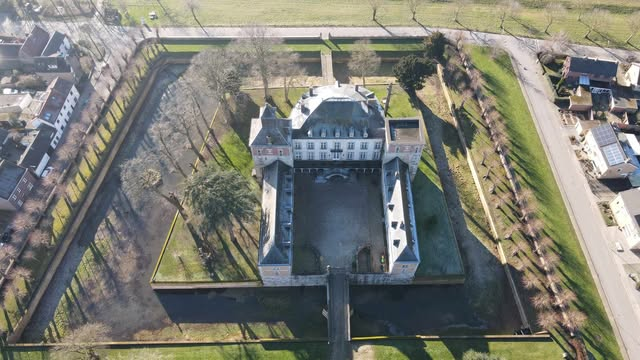
Luchtopname vanuit het noordoosten
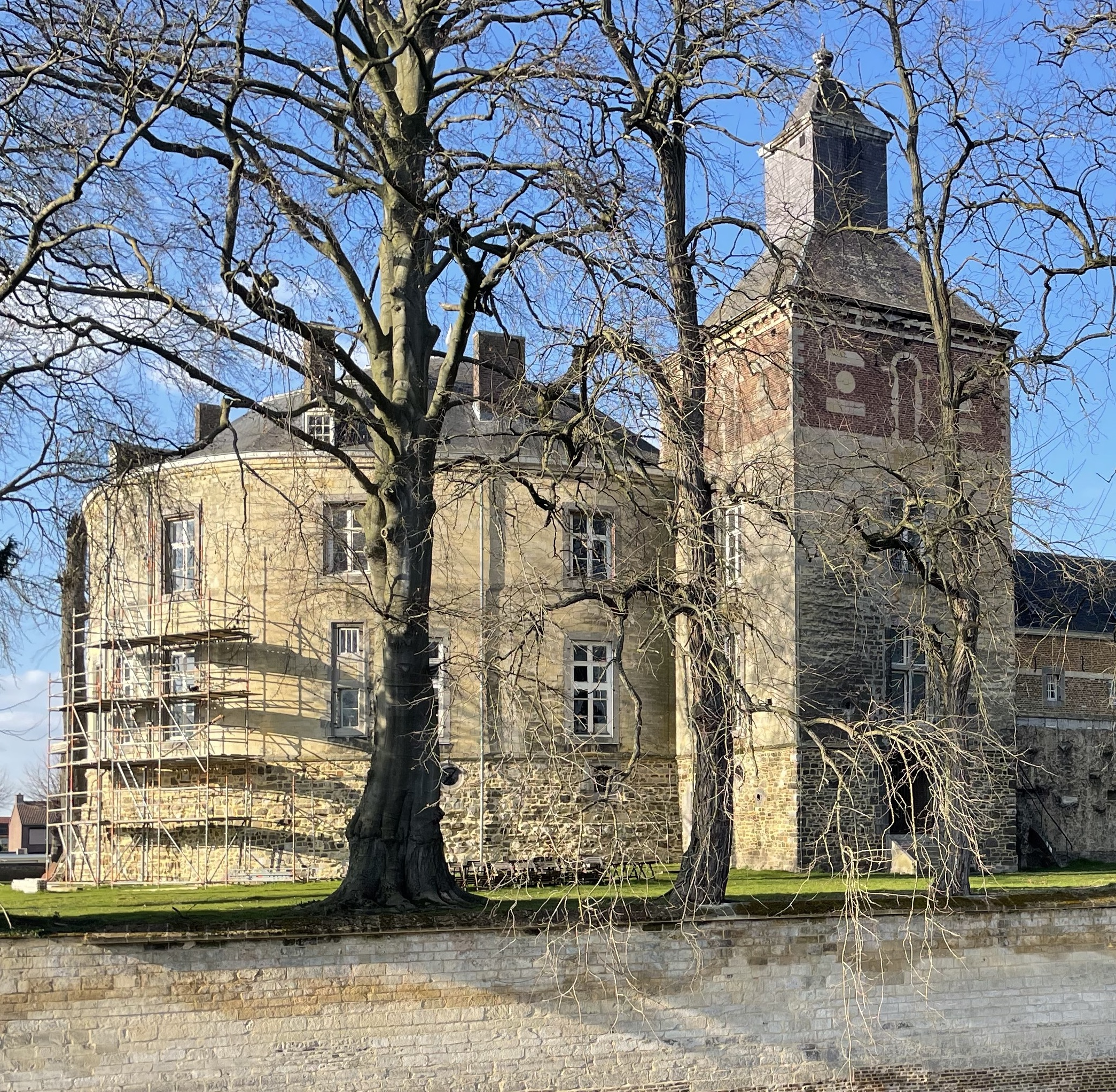
Vanuit het zuiden
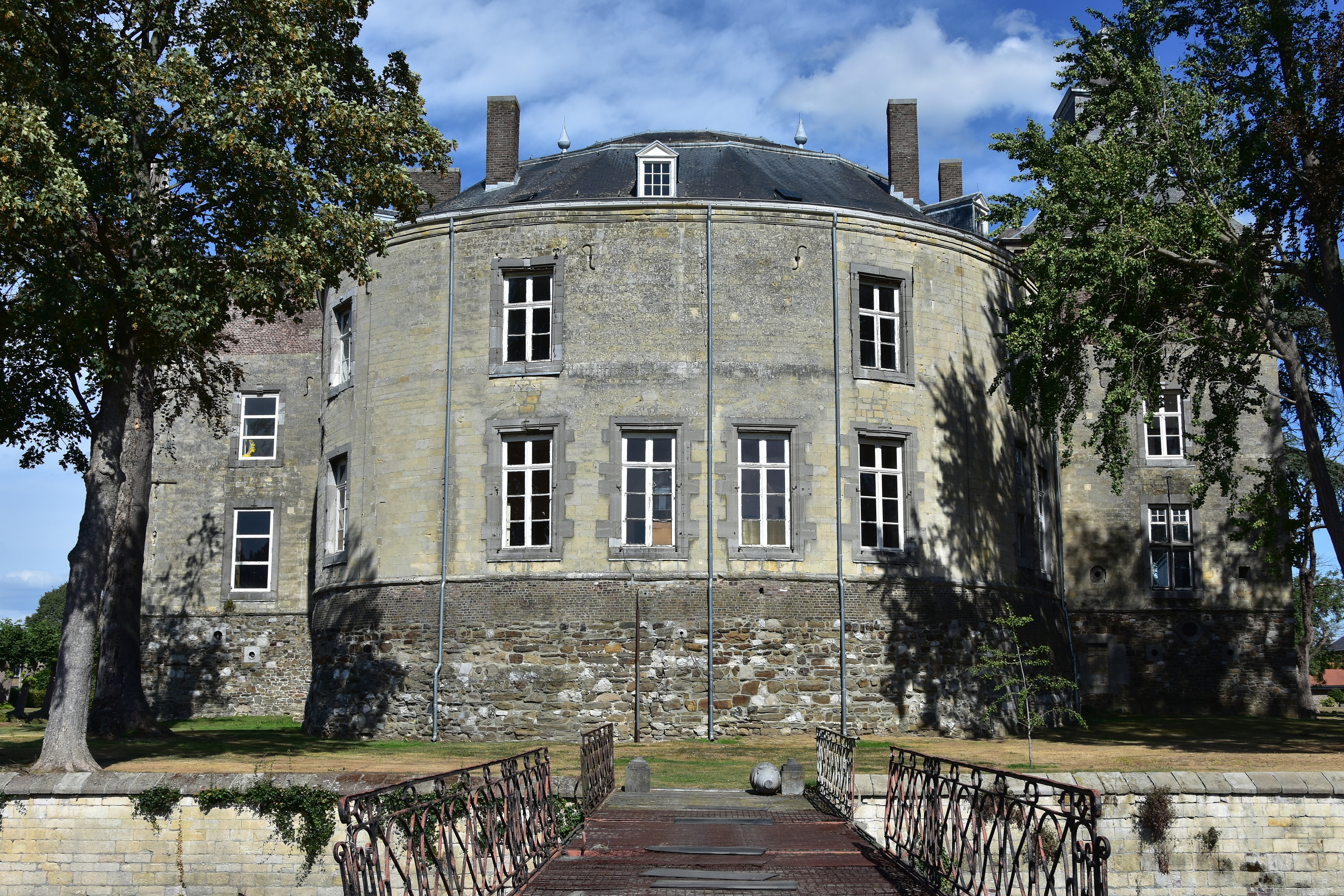
Halfronde zuidwestgevel
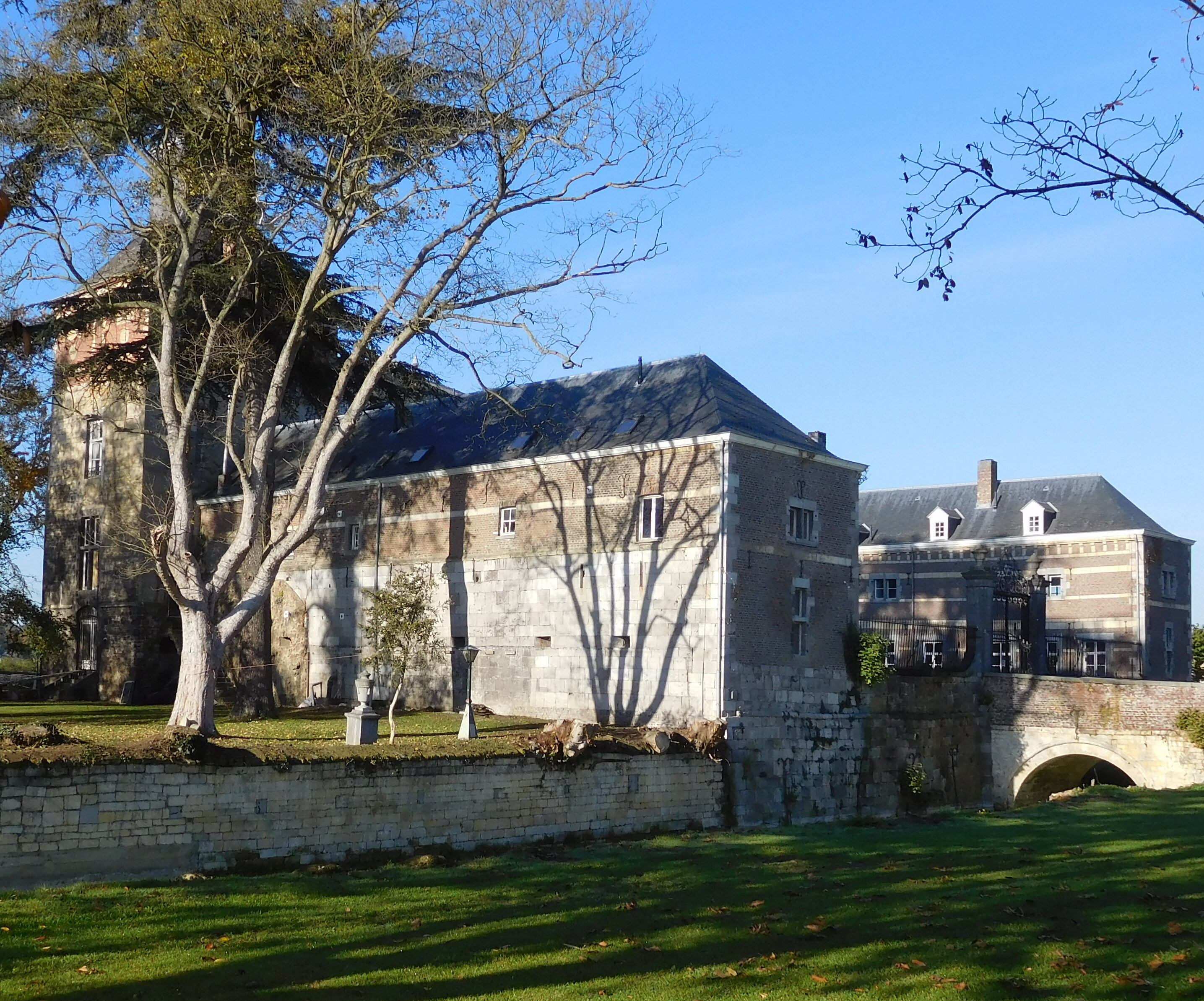
Vanuit het oosten
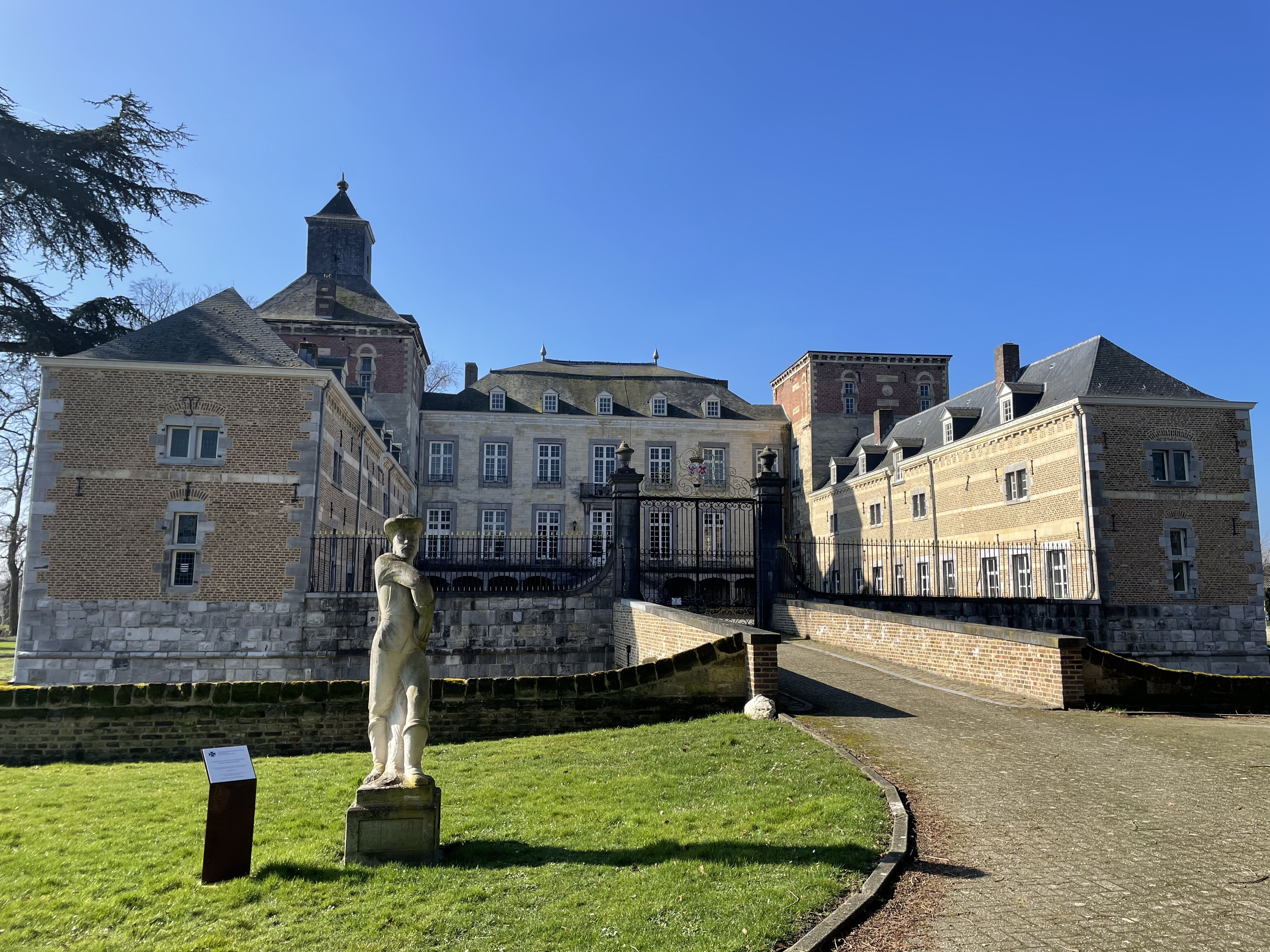
Vooraanzicht
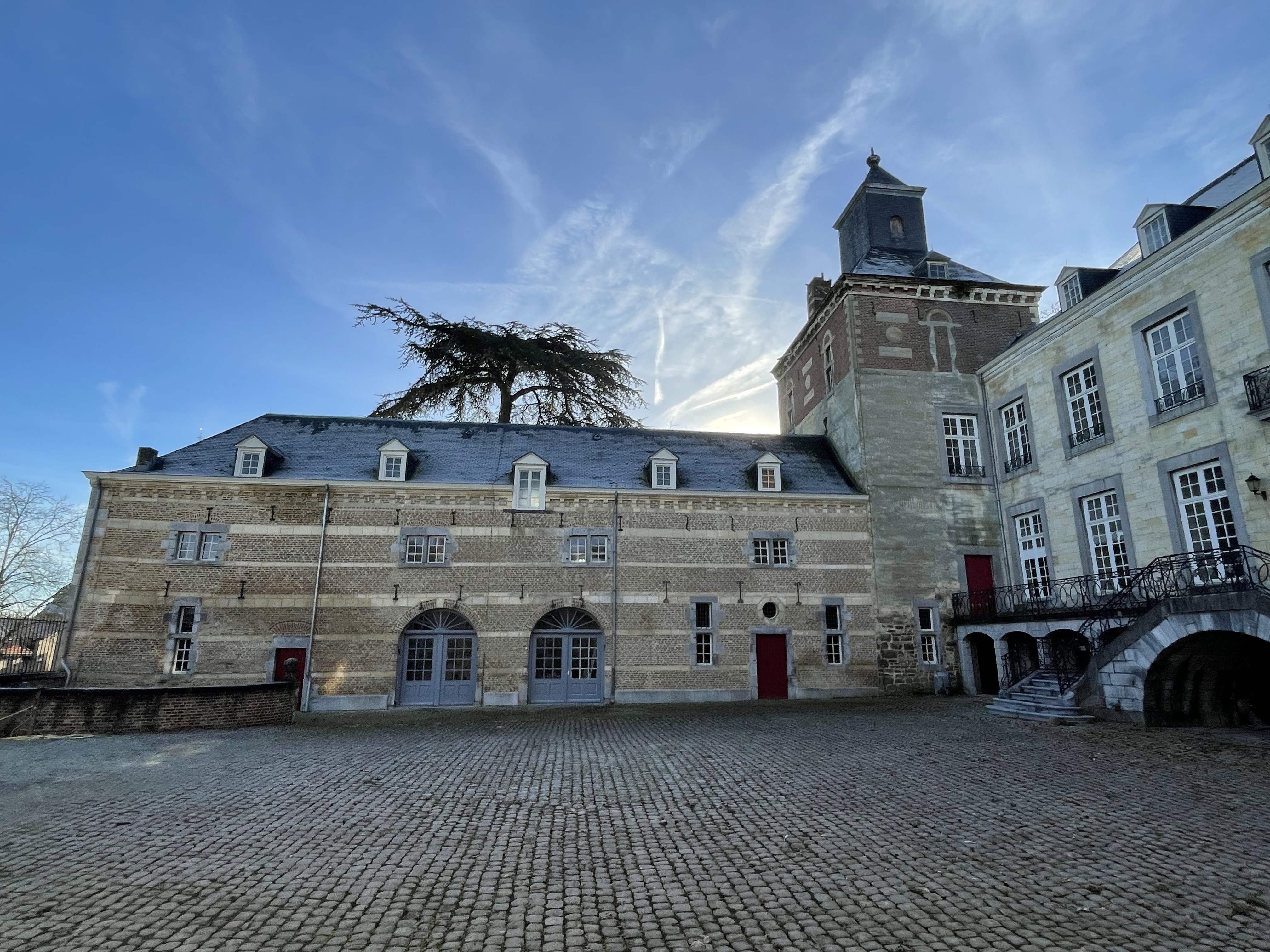
Binnenplaats met zuidvleugel

### Interieur hoofdgebouw
Een aantal kamers was oorspronkelijk in Lodewijk XVI-stijl ingericht en wordt zo mogelijk gerestaureerd: de ovale Blauwe Kamer, de Roze Kamer (eetzaal), een Chinese kamer met schilderingen, de Chambre Romaine van baron De Rosen met pseudo-Pompeiaanse schilderingen, en de grote salon met tien op maat geschilderde doeken van Pierre-Michel de Lovinfosse in een originele eikenhouten lambrisering van de Maastrichtse architect Mathias Soiron. Tevens is er een neogotisch ingerichte archiefkamer en in de hal een balustertrap in Lodewijk XV-stijl.  Het sierstucwerk is waarschijnlijk van de hand van Petrus Nicolaas Gagini, die evenals de meubelmaker Joachim Kessels samenwerkte met Mathias Soiron (1748-1834). Soiron was een totaalarchitect die, karakteristiek voor de tijd, ook het interieur en al zijn componenten ontwierp, van de vloeren tot de plafonds. 

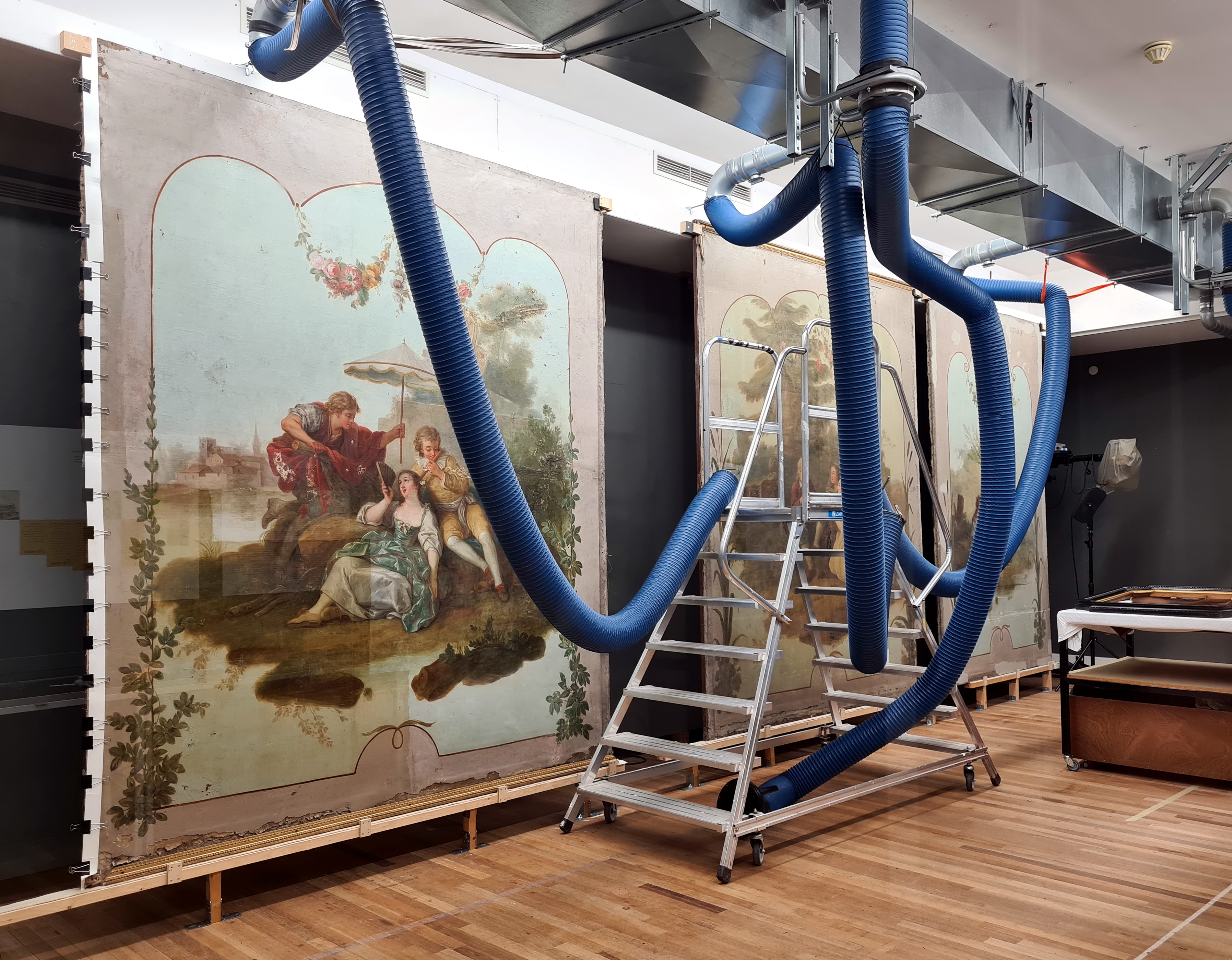
Doeken van De Lovinfosse in restauratie bij SRAL (2025)

Het sierstucwerk in de rond 1790 door Mathias Soiron gerenoveerde kamers vormt een belangrijk onderdeel van de interieurafwerking van het kasteel en behoort tot de beste voorbeelden van de Lodewijk XVI-stijl in Nederland. Karakteristiek voor deze neoclassicistische stijlrichting is dat pilasters het vertrek ritmisch in vlakken verdelen en een architectonisch aanzicht geven. Het repertoire aan decoratiemotieven te Borgharen (medaillons met strikken, mandje met tuingereedschap, het golfslagmotief, guirlandes, canneluren, etc.) draagt een Frans karakter en wijst in de richting van de modelprenten naar ontwerp van de ornemaniste Pierre Ranson (1736-1786). Zo is de schouwpartij in de chambre romaine oftewel de slaapkamer van baron De Rosen opgesmukt met een trophe de chasse in stuc, die een treffende gelijkenis vertoont met een jachttrofee die is opgenomen in voornoemde publicatie. De stucwerker(s) die te Borgharen werkzaam is geweest, vermoedelijk de eerder genoemde Gagini, was afkomstig uit het Zwitserse kanton Ticino. De stuccatori uit dit gewest werden internationaal tot de besten in hun vak gezien en hebben de eind achttiende  /begin negentiende-eeuwse interieurdecoratie in de stedendriehoek Maastricht-Luik-Aken, de huidige Euregio Maas-Rijn, met tal van werken verrijkt.
Bijzondere vermelding verdienen de vier gestucte bovendeurstukken (supraportes of dessus de portes) in de eetzaal met mythologische scenes van bijzonder goede kwaliteit. Uitgebeeld zijn de opvoeding van de Grieks-Romeinse oppergod Zeus/Jupiter, en diens amoureuze avonturen met Antiope, Europa en Danaë uit de Metamorfosen van Ovidius. Het bovendeurstuk met ‘De Opvoeding van Jupiter’ toont twee nimfen die op het eiland Kreta zorg dragen voor de opvoeding van Jupiter en het kind voeden met honing uit bijenkorven en melk van de geit Amalthea. De stucwerker heeft hiervoor gebruik gemaakt van een prent door Guillaume Chasteau uit 1680 (zie afbeelding hieronder) naar een schilderij van Nicolas Poussin.  
Het bovendeurstuk met de ‘Ontvoering van Europa’ is ontleend aan een prent van de Franse graveur François Chauveau (1613-1676). Uitgebeeld is het moment waarop Jupiter - vermomd als een witte stier - de zee in gaat met de prinses Europa op zijn rug. Ook hier heeft de stucwerker zijn inspiratie gezocht bij een prent die destijds al ruim honderd jaar oud was, maar waarvan de zoegenaamd grand goût uit de regeringsperiode van Lodewijk XIV kennelijk goed aansloot op de eigentijdse neoclassicistische smaak.  

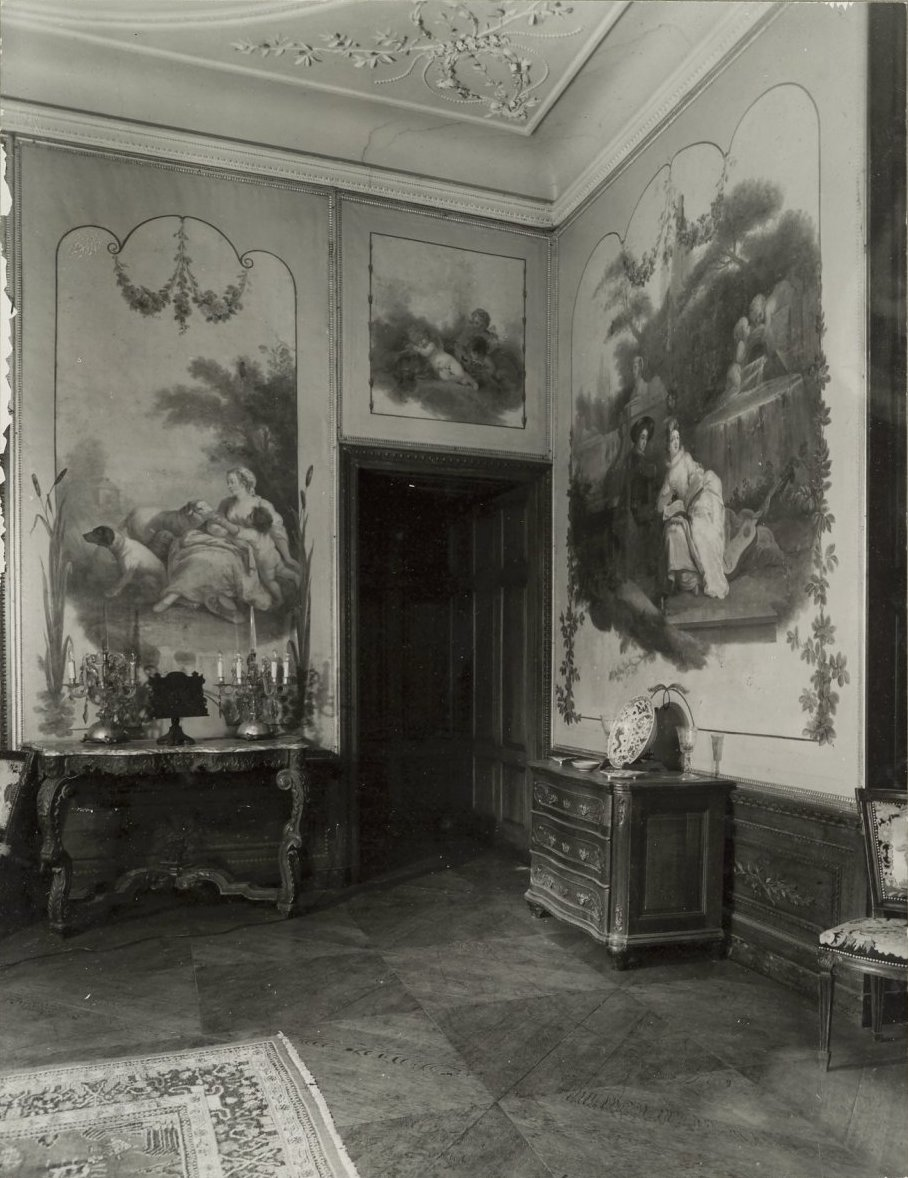
Grote zaal in de jaren 1920/30
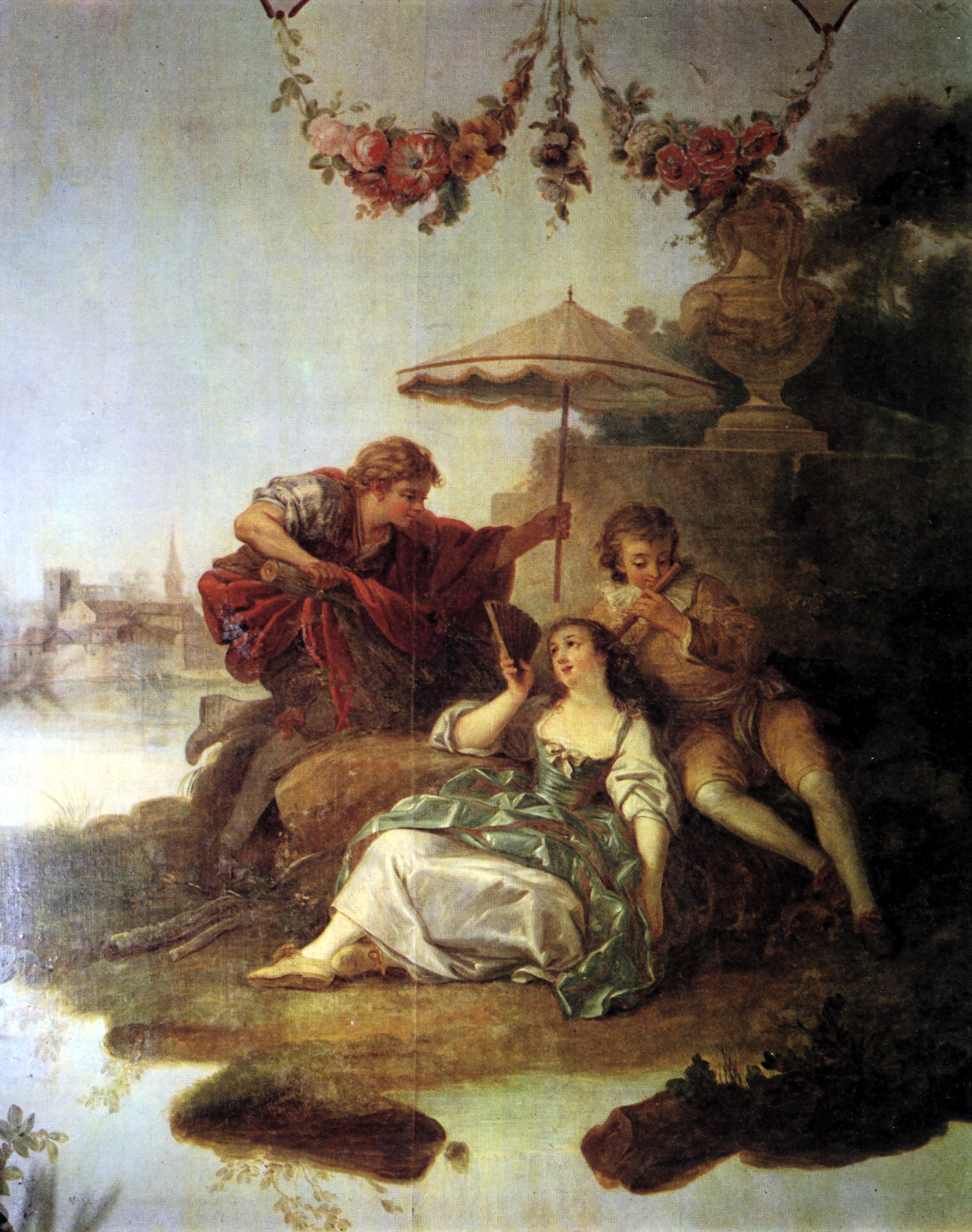
Grote zaal, wandschildering van De Lovinfosse
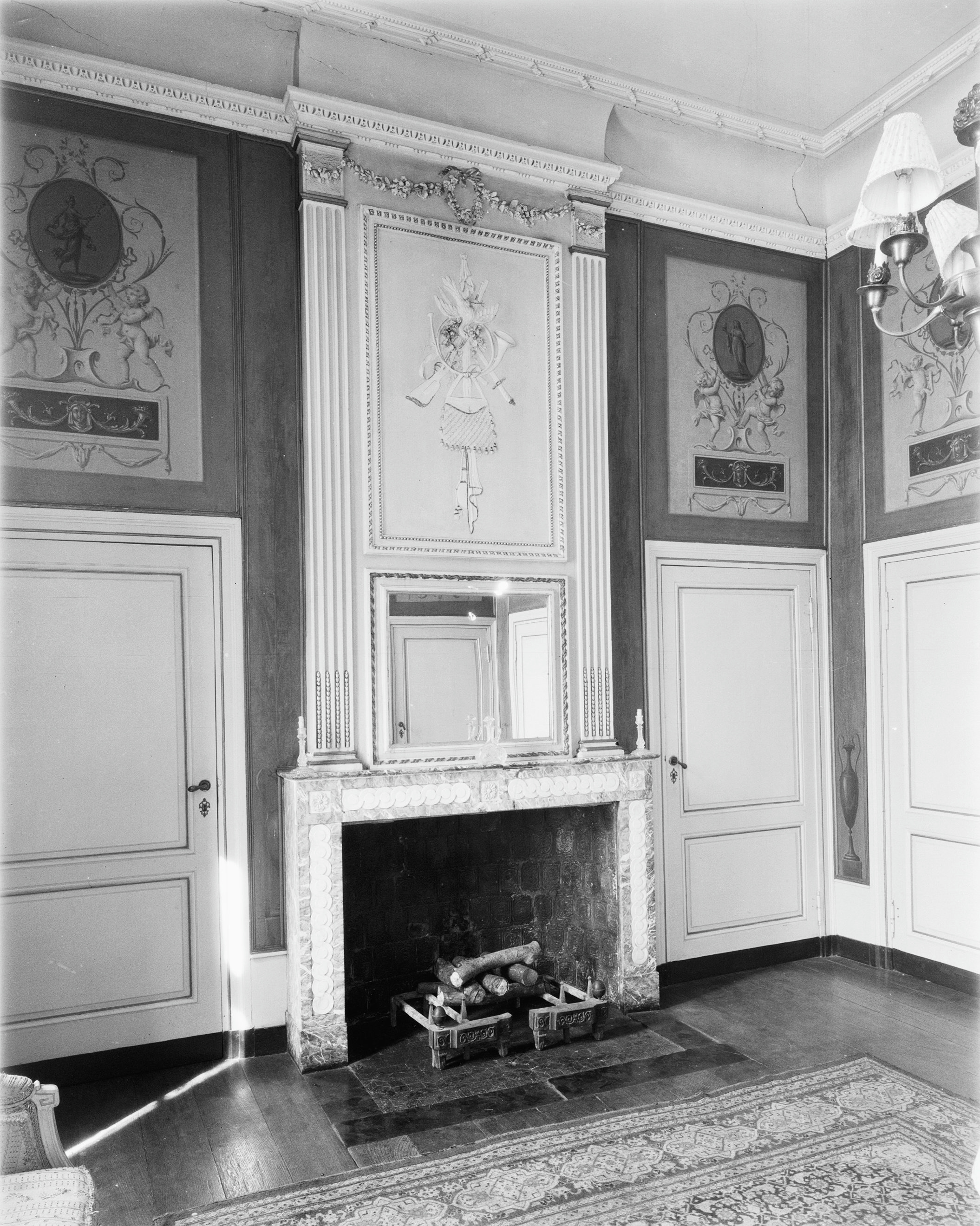
'Chambre romaine' van baron De Rosen in 1954
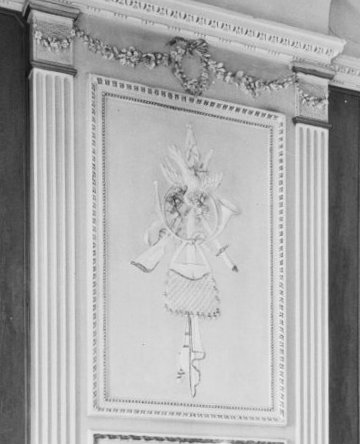
'Chambre romaine', gestuct jachttrofee uit ca. 1790
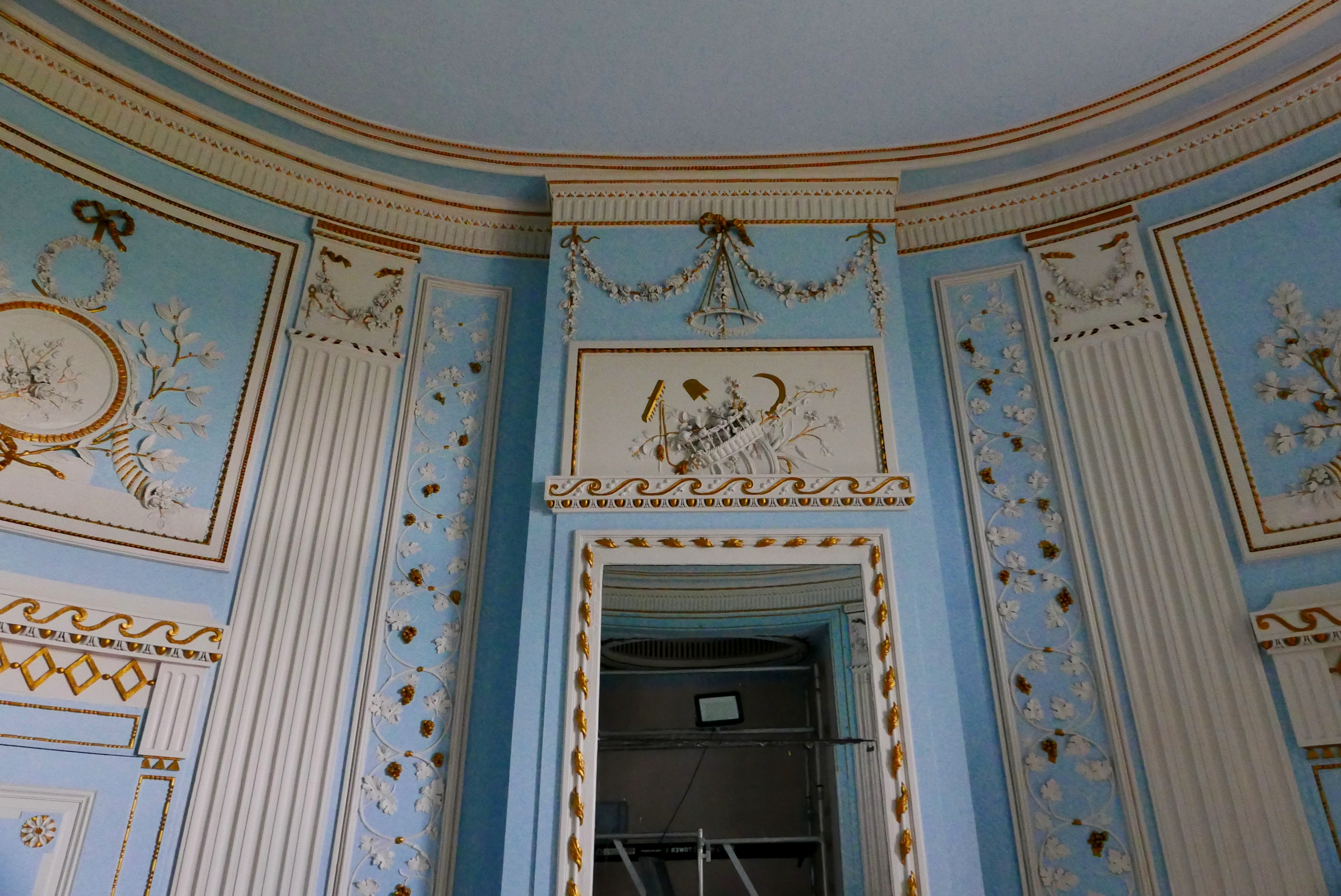
'Blauwe Kamer' van barones De Rosen, stucdecoraties uit ca. 1790
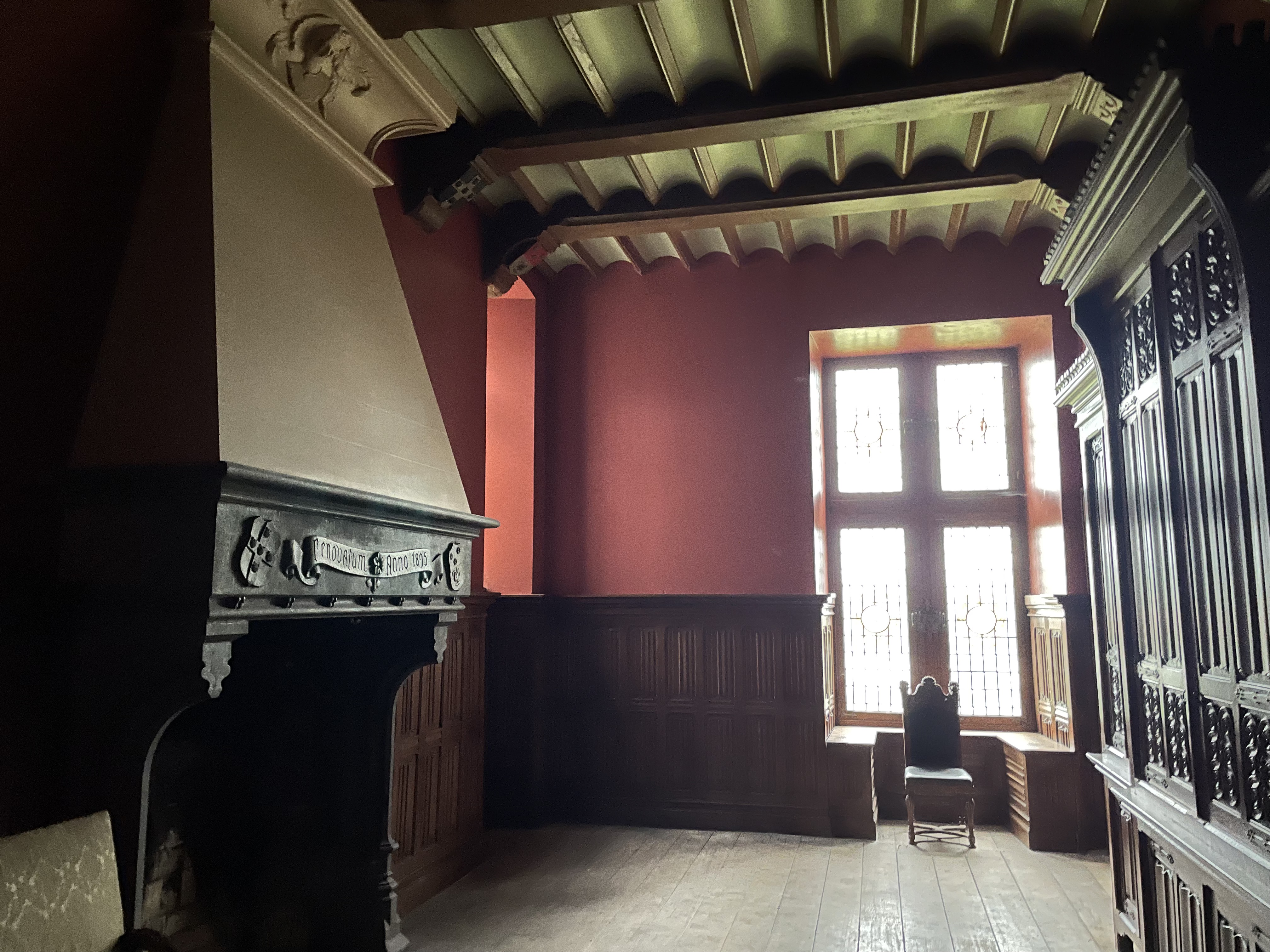
Wapenkamer in 2024
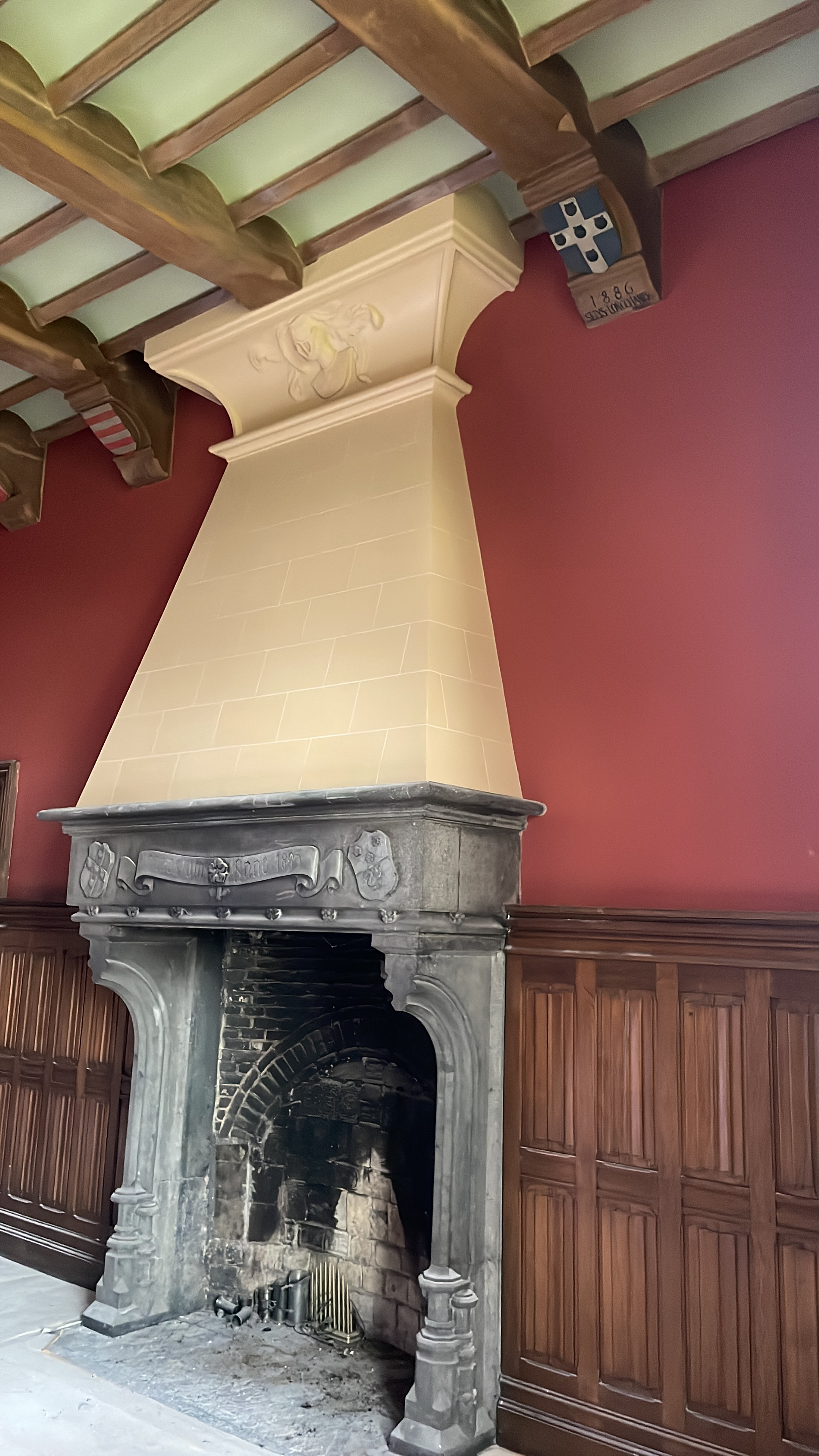
Wapenkamer, schouw
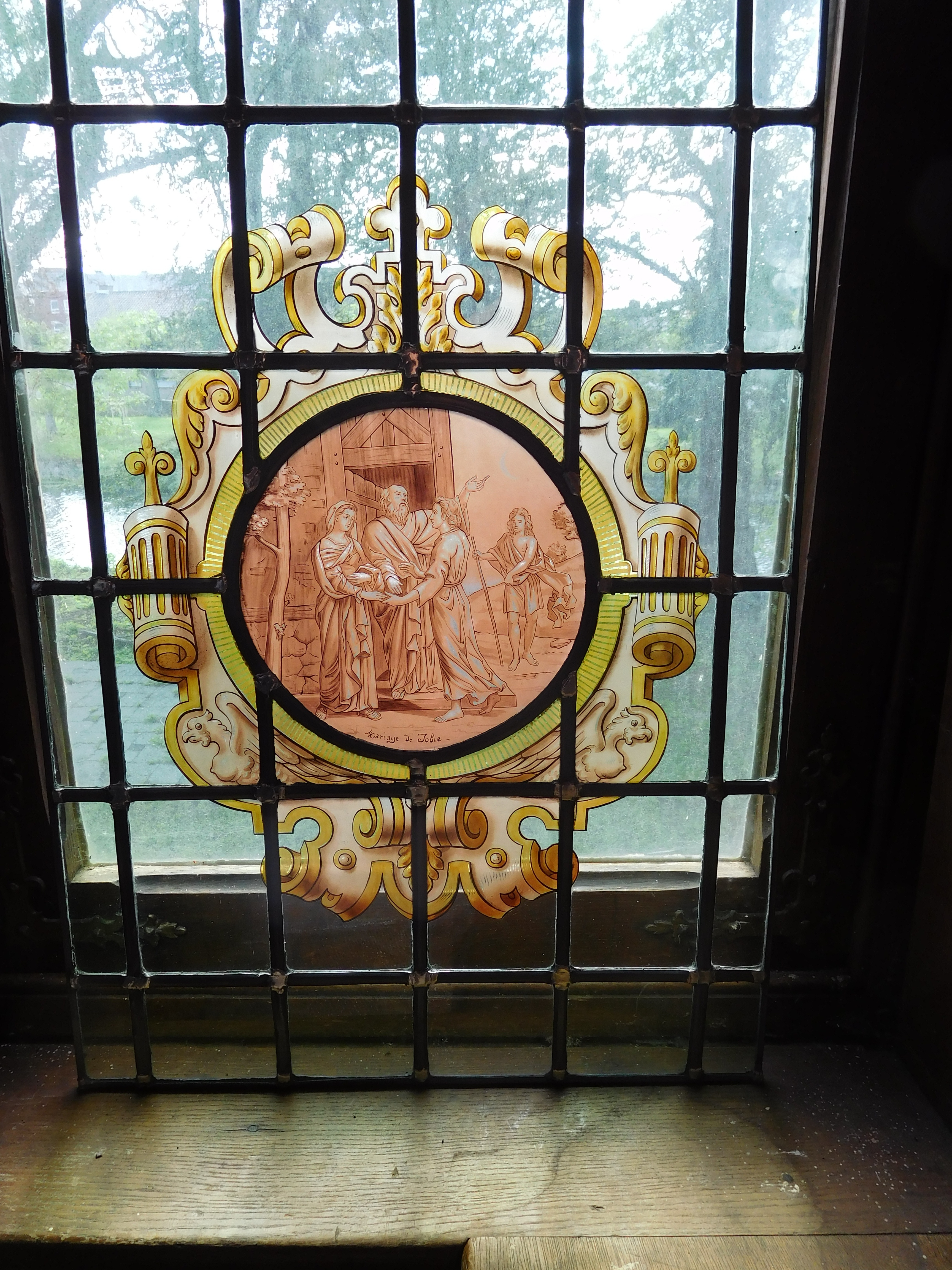
Wapenkamer, glas-in-loodvenster

Details vestibule met gerestaureerde fresco's in pseudo-Pompeiaanse stijl

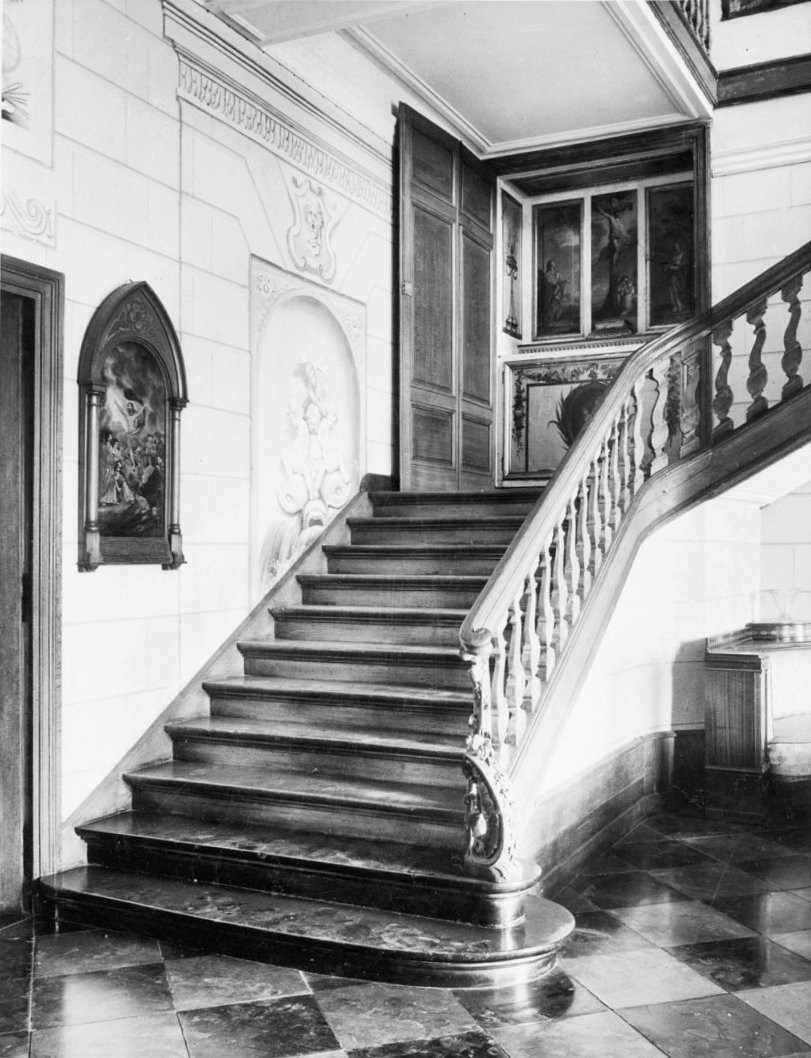
Vestibule in 1954
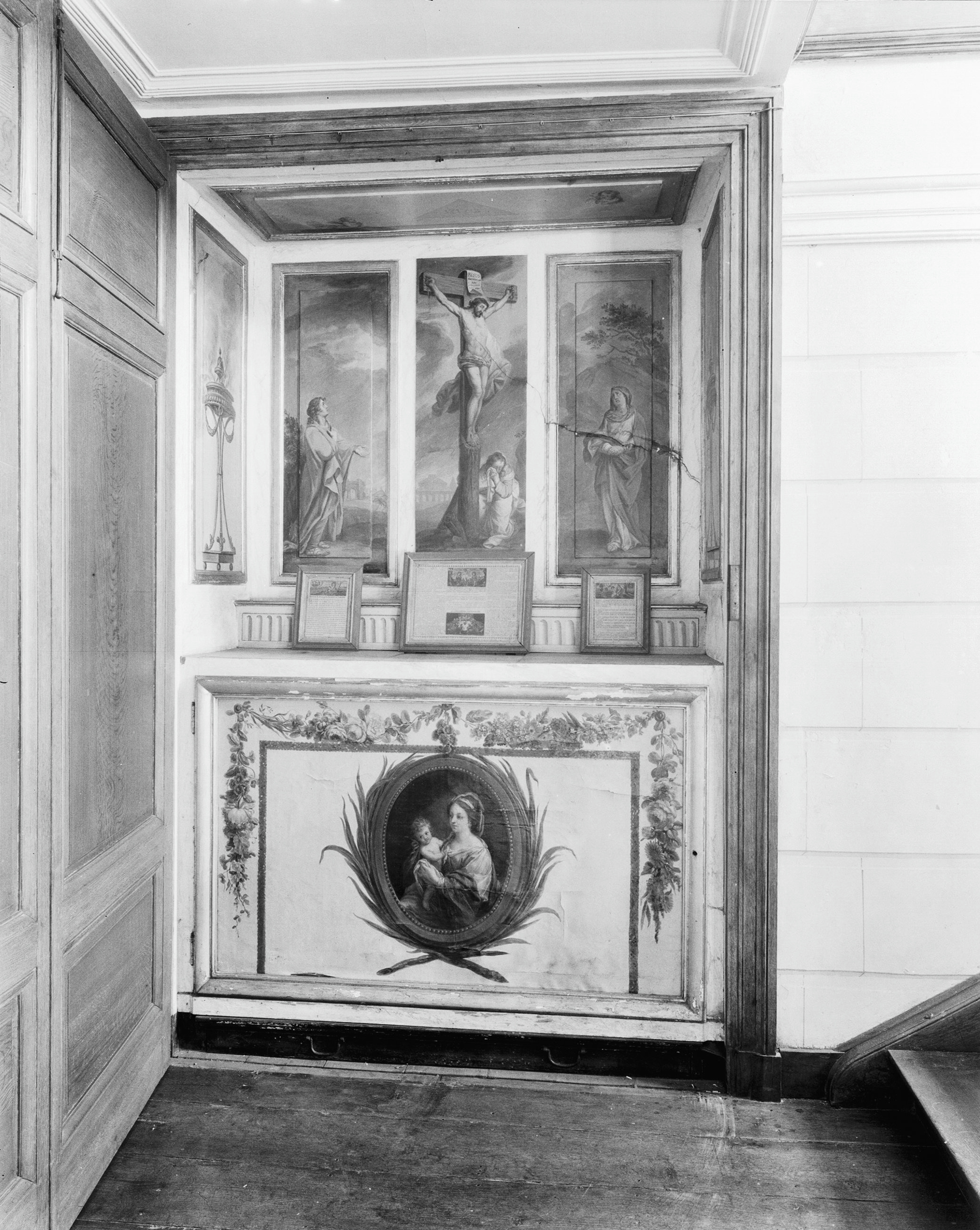
Huisaltaar, 1954
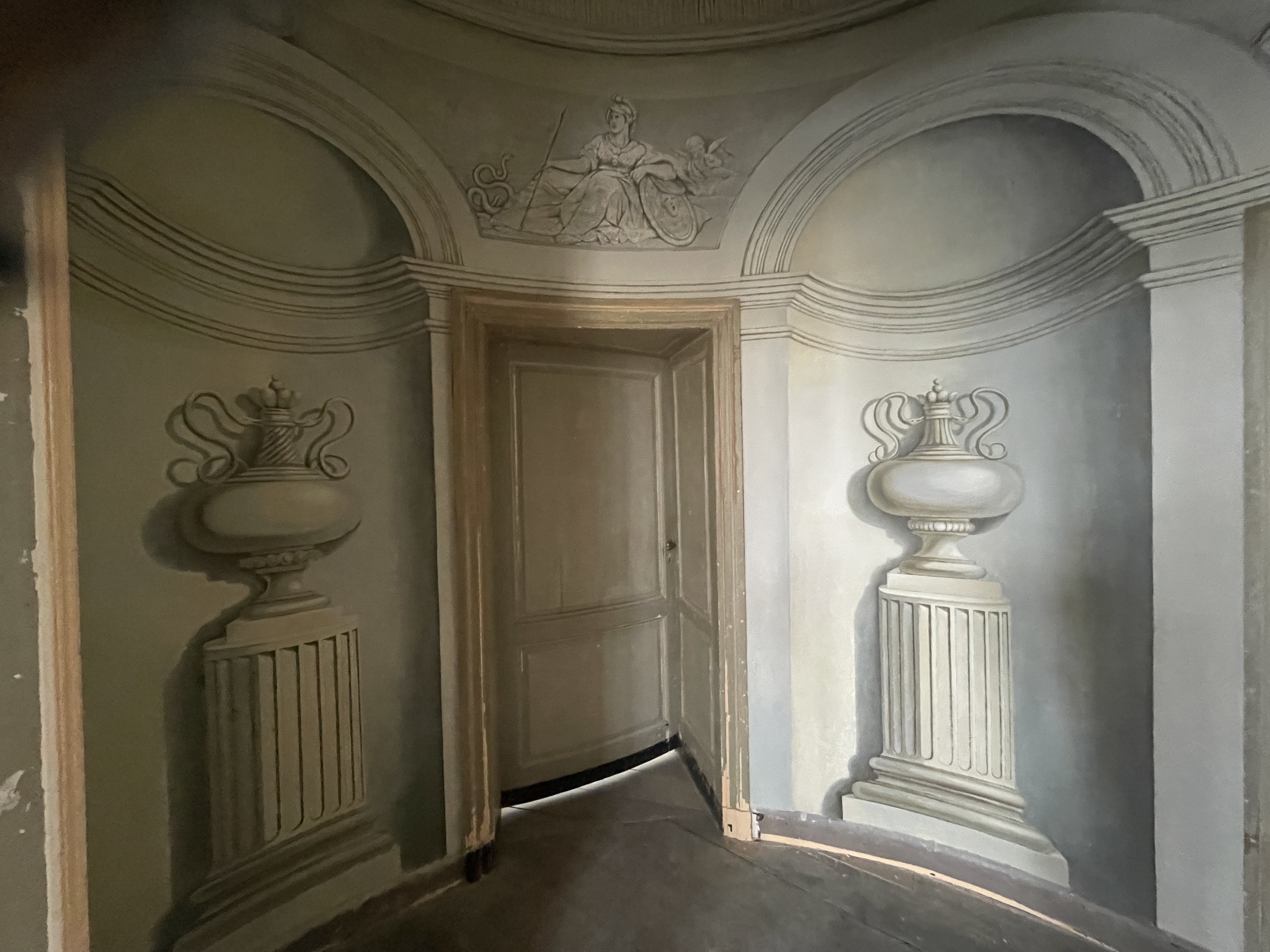
Gerestaureerd fresco
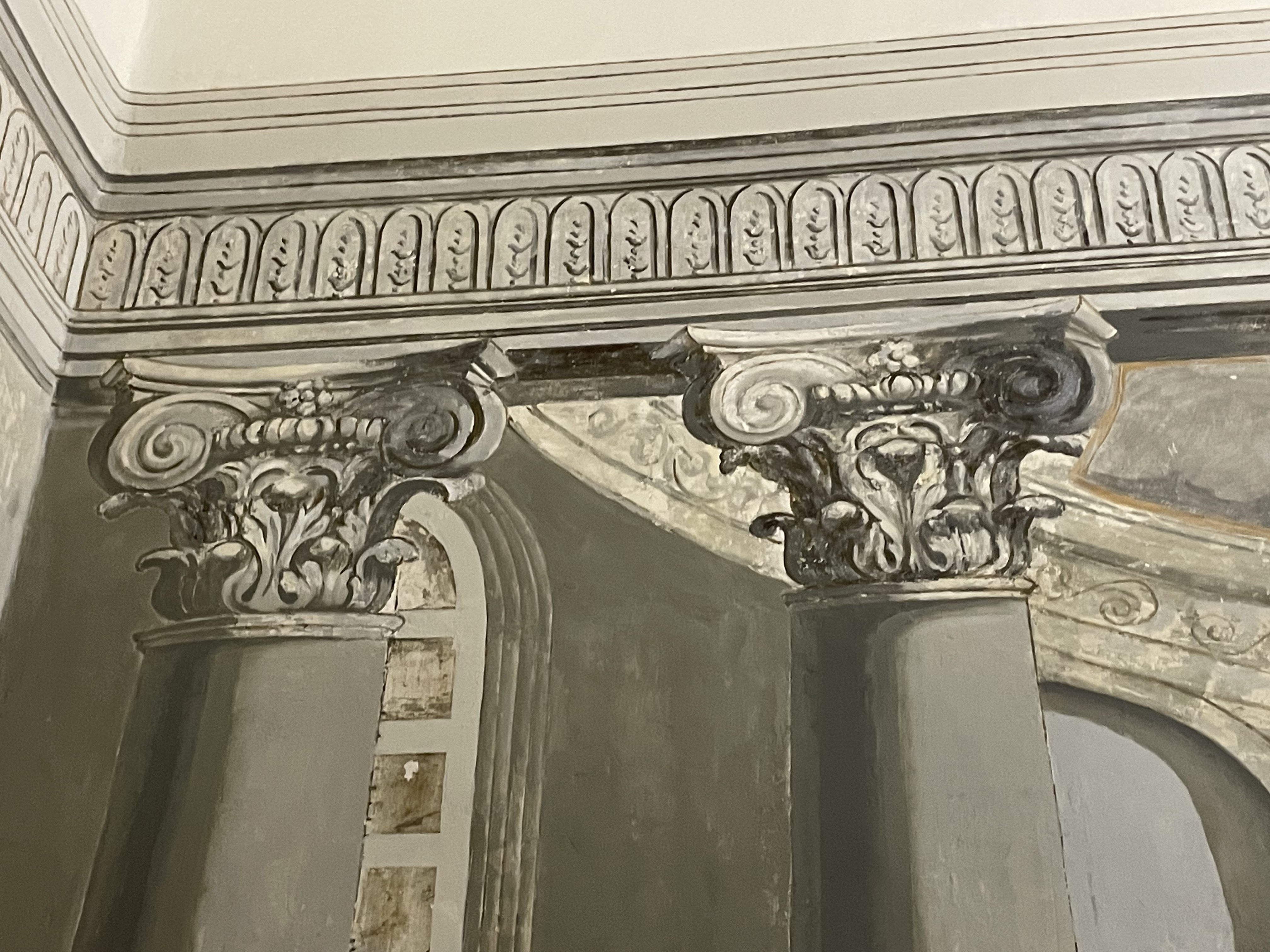
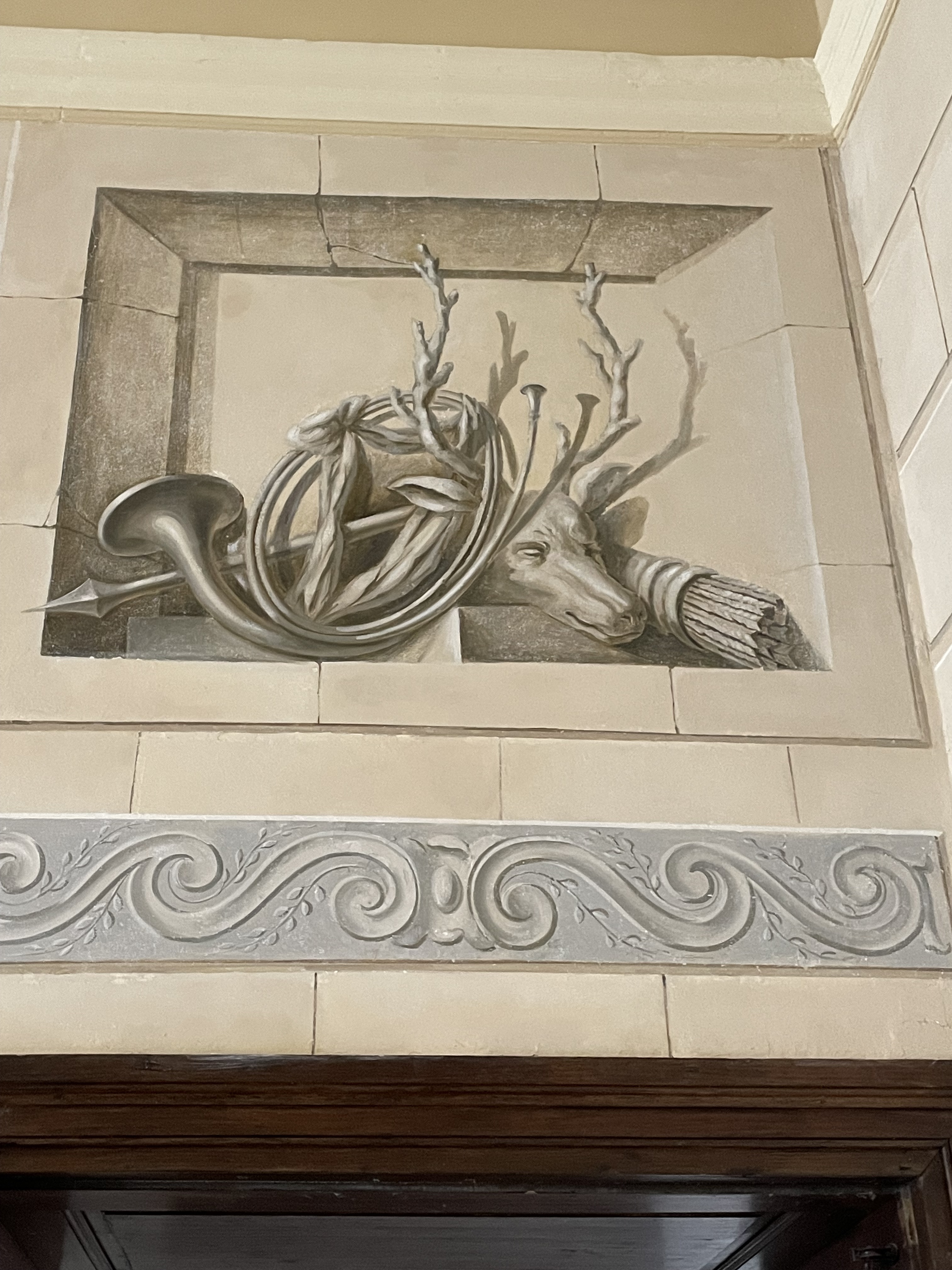
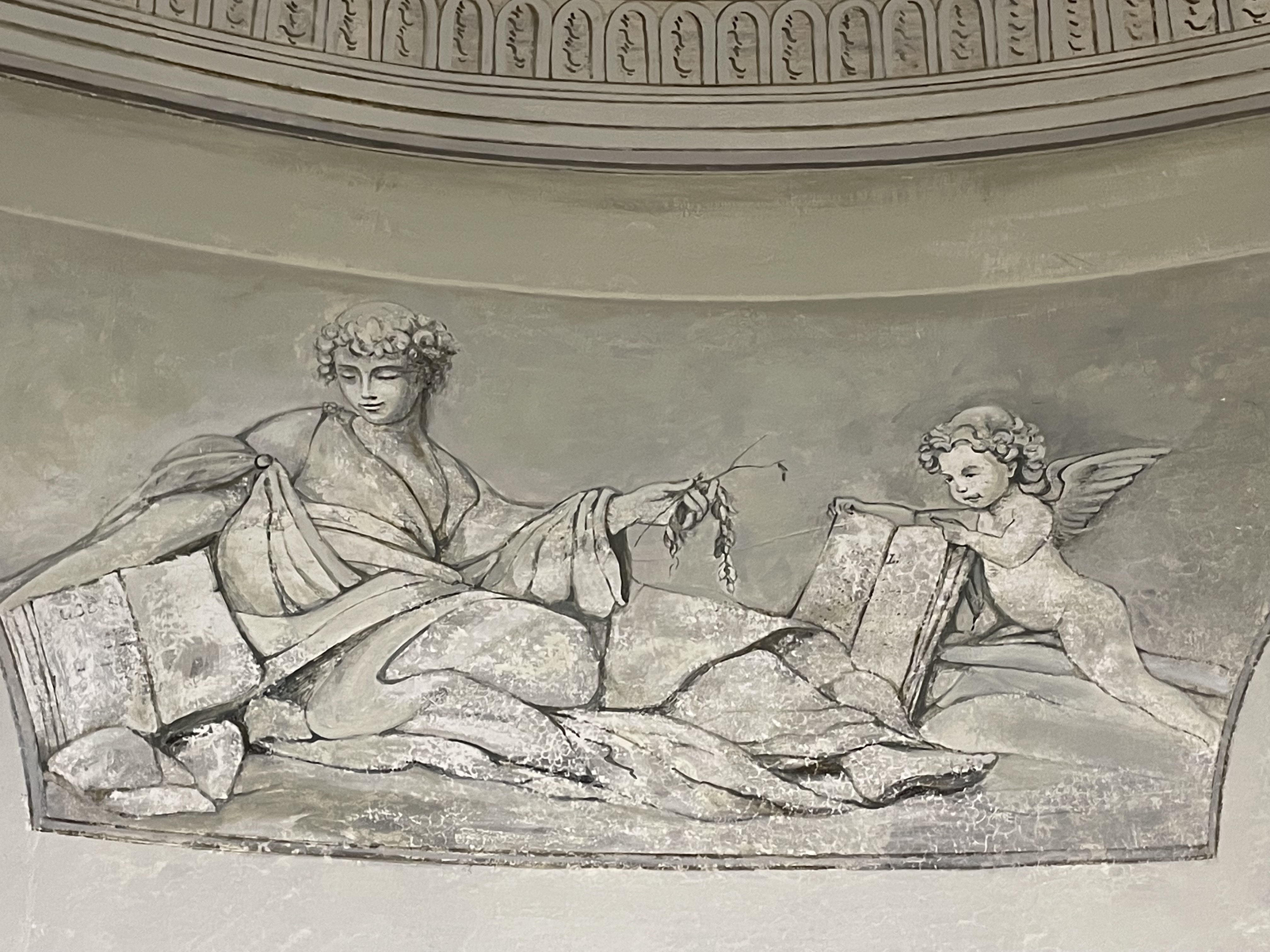
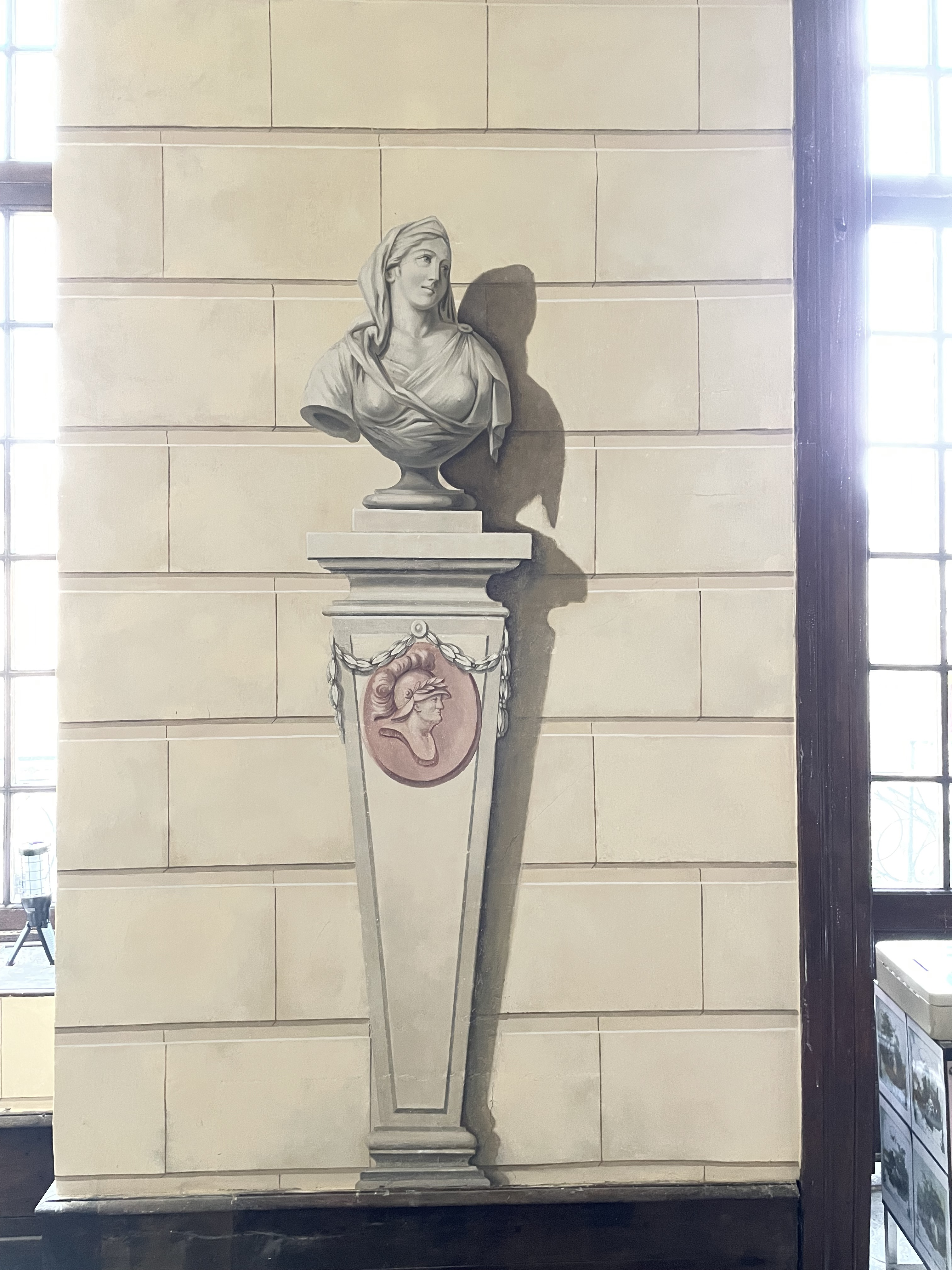
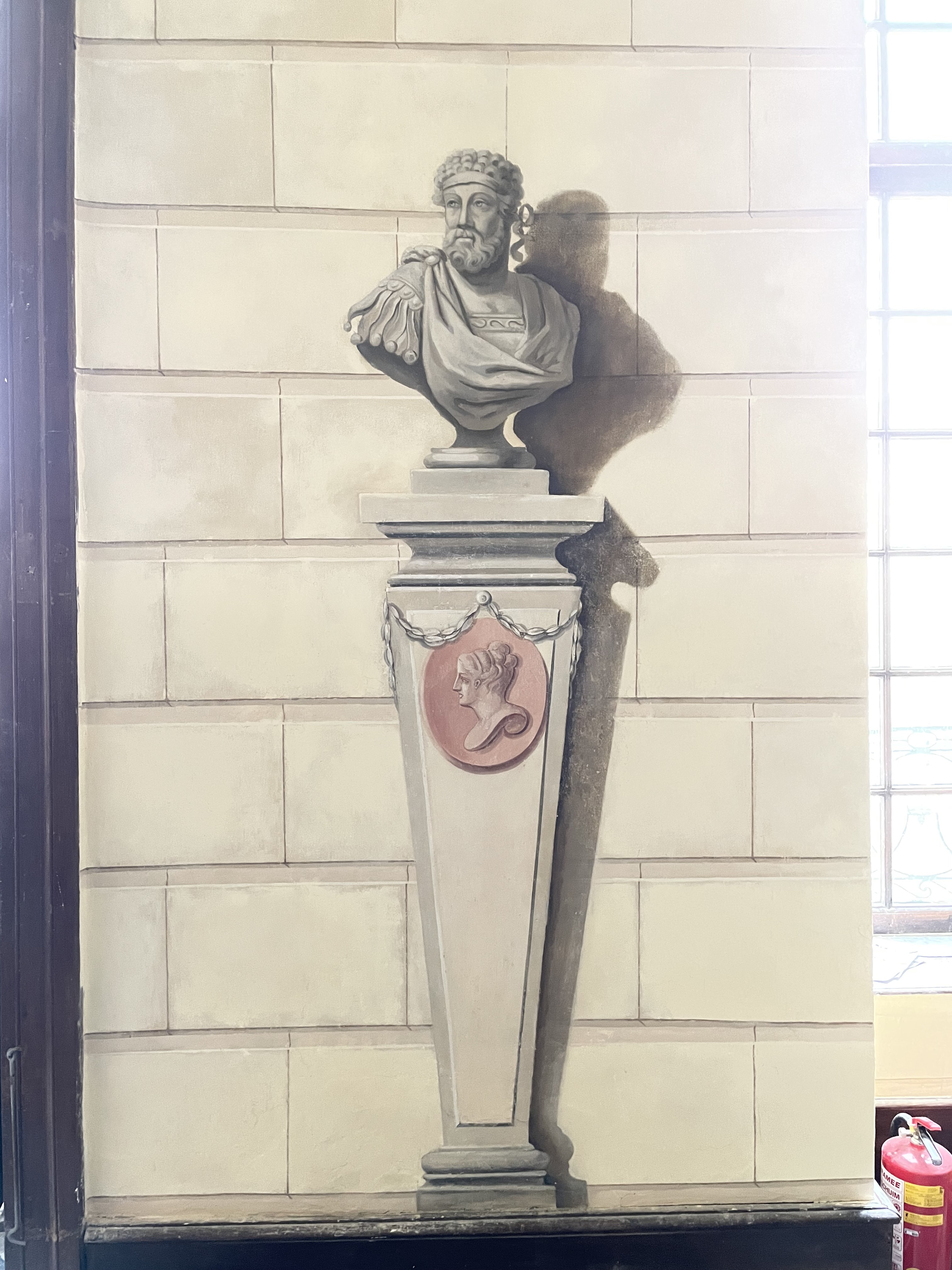

### Kasteelgracht, bruggen en kasteeltuin
Rond het kasteel ligt een tuin in Engelse landschapsstijl, aangelegd in 1790. De brede gracht wordt gevoed door de Kanjelbeek.

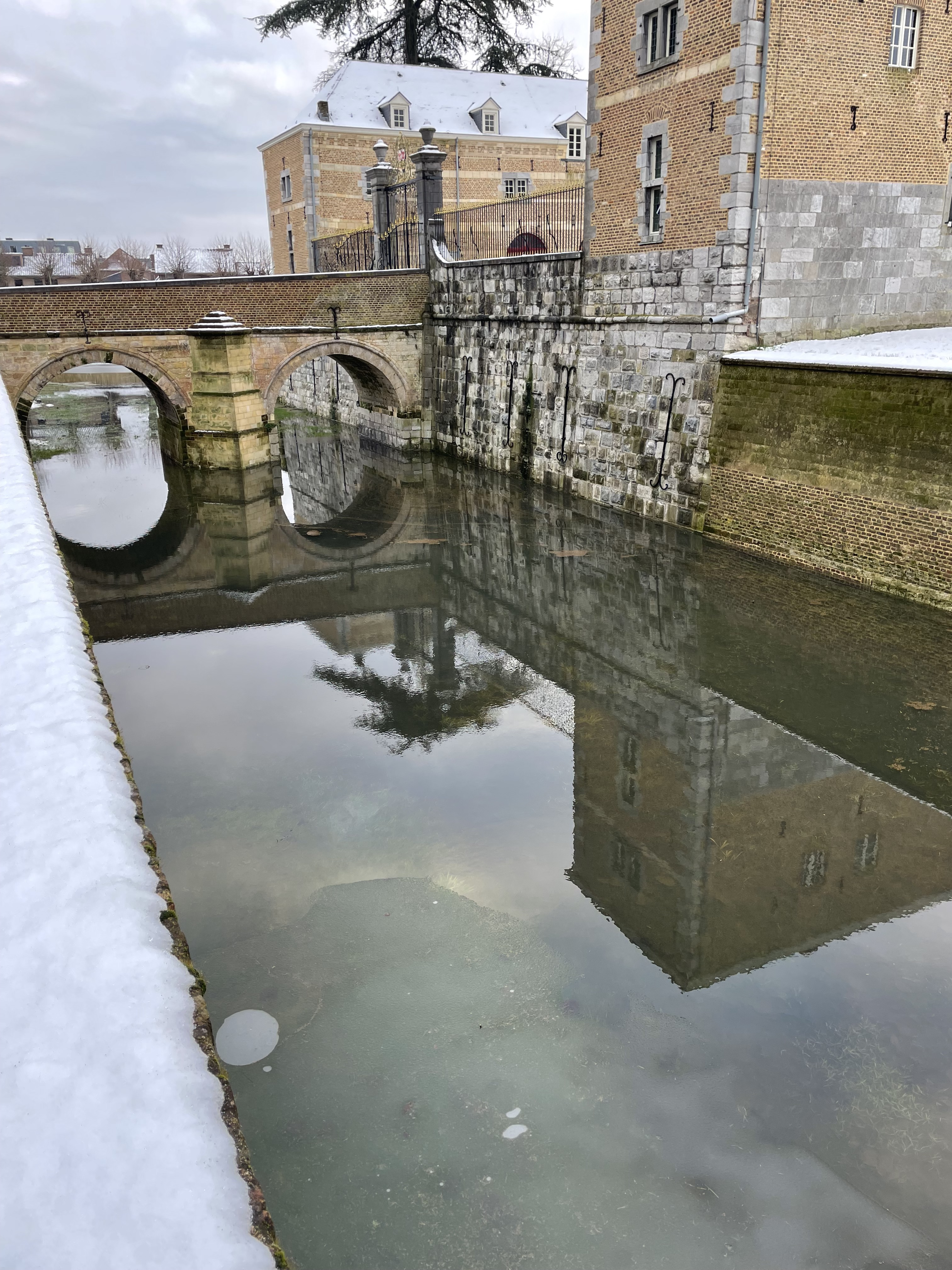
Kasteelgracht
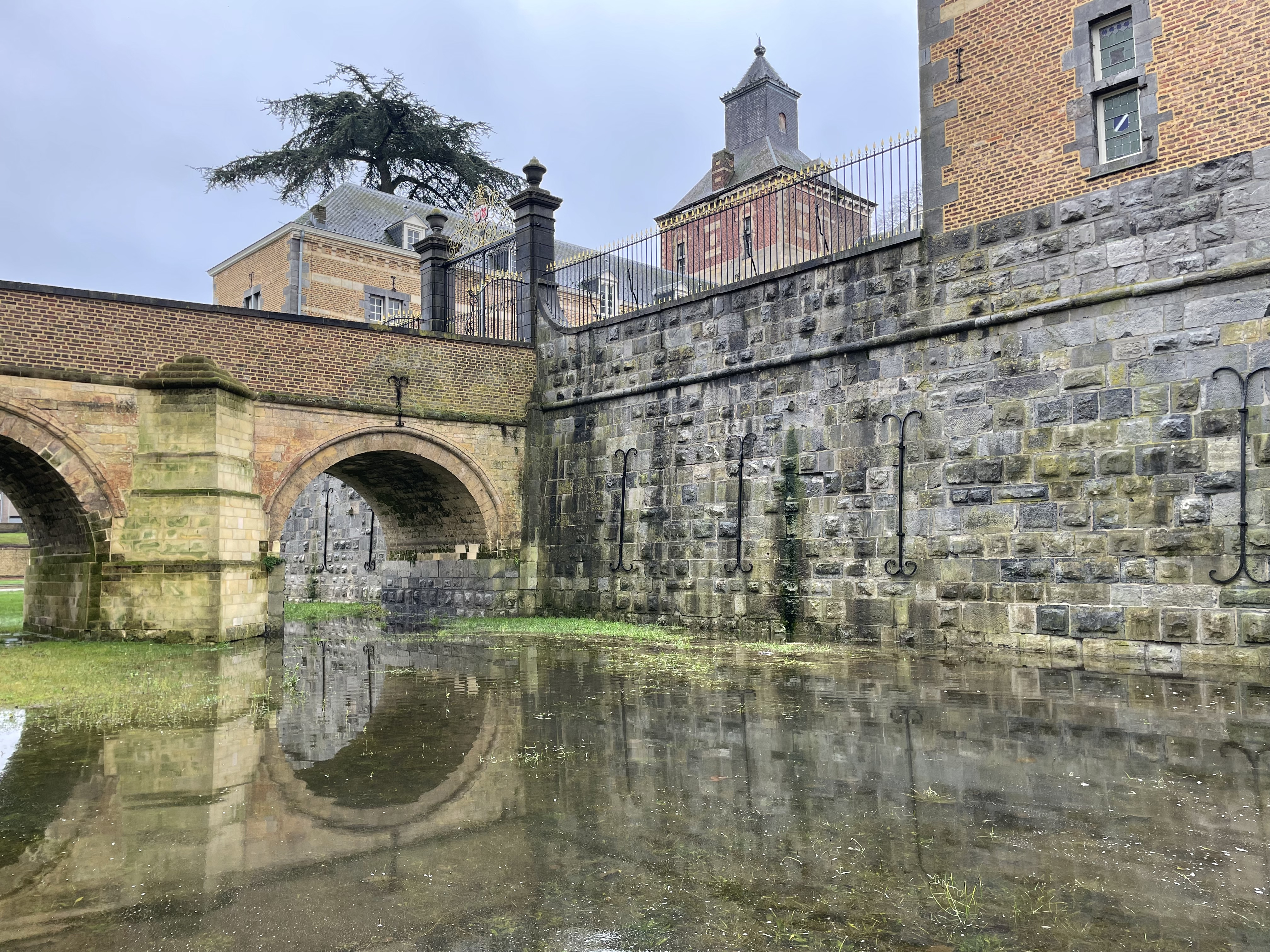
Brug bij hoofdingang
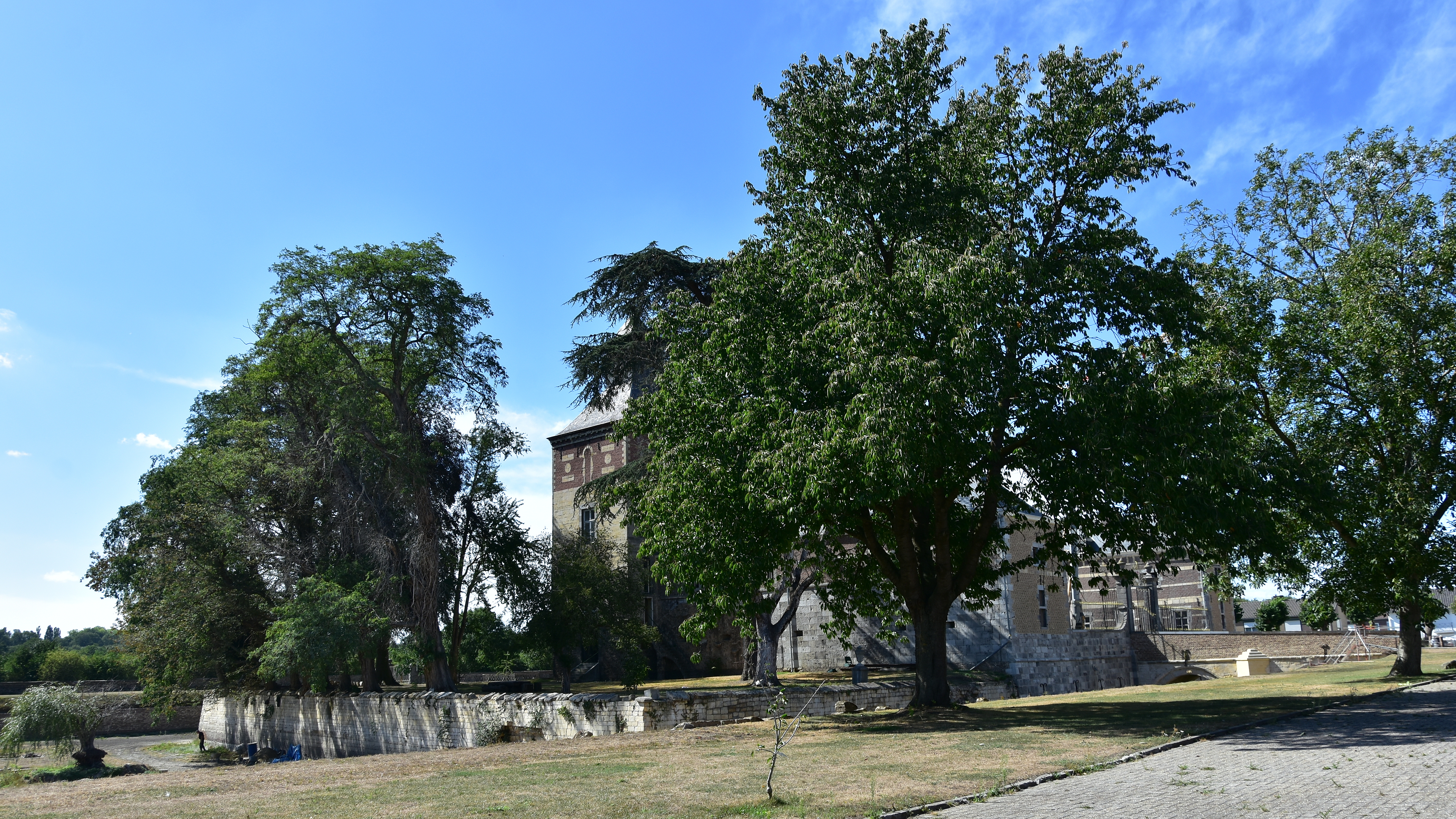
Kasteeltuin met volwassen bomen
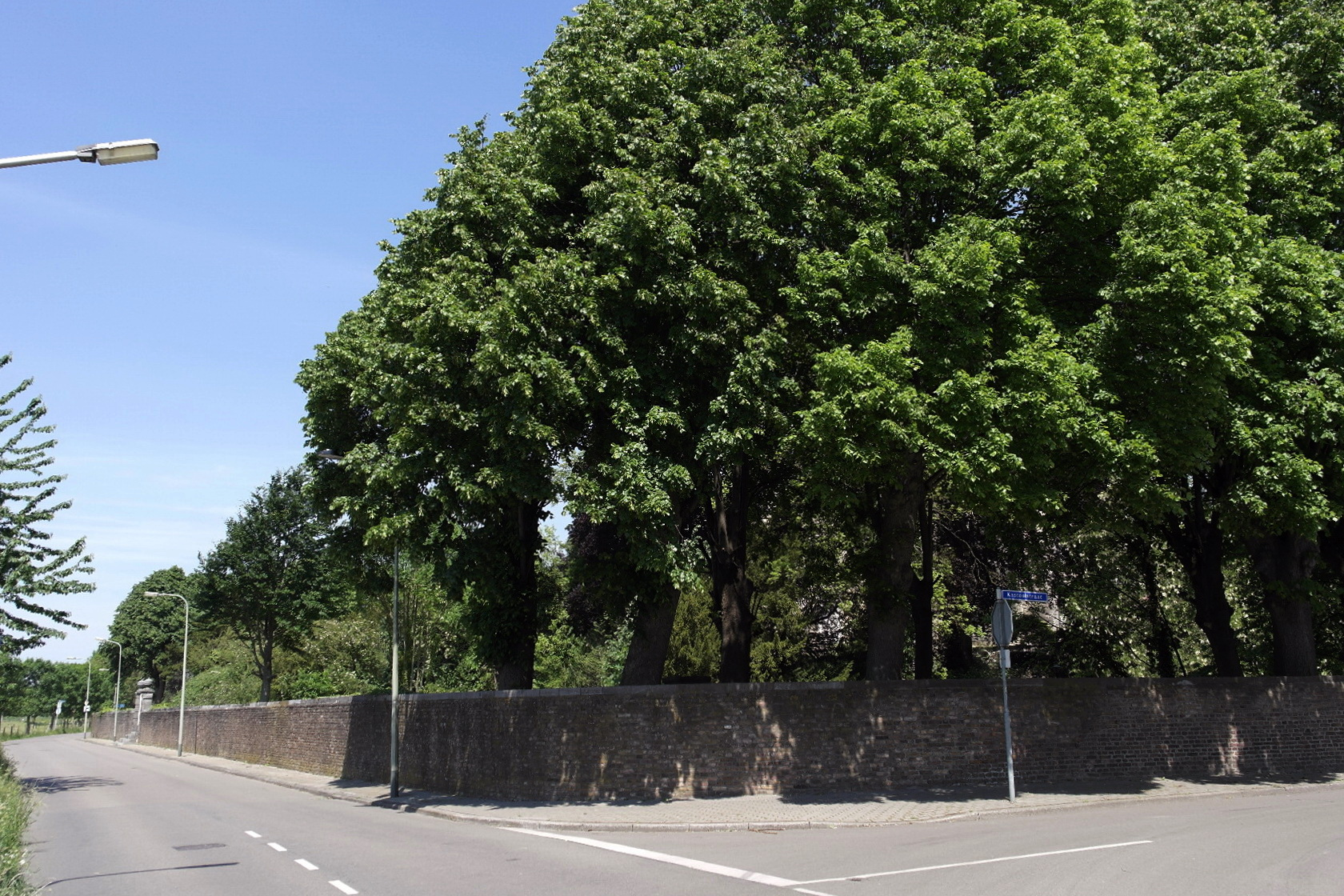
Tuinmuur, hoek Daalstraat-Kasteelstraat
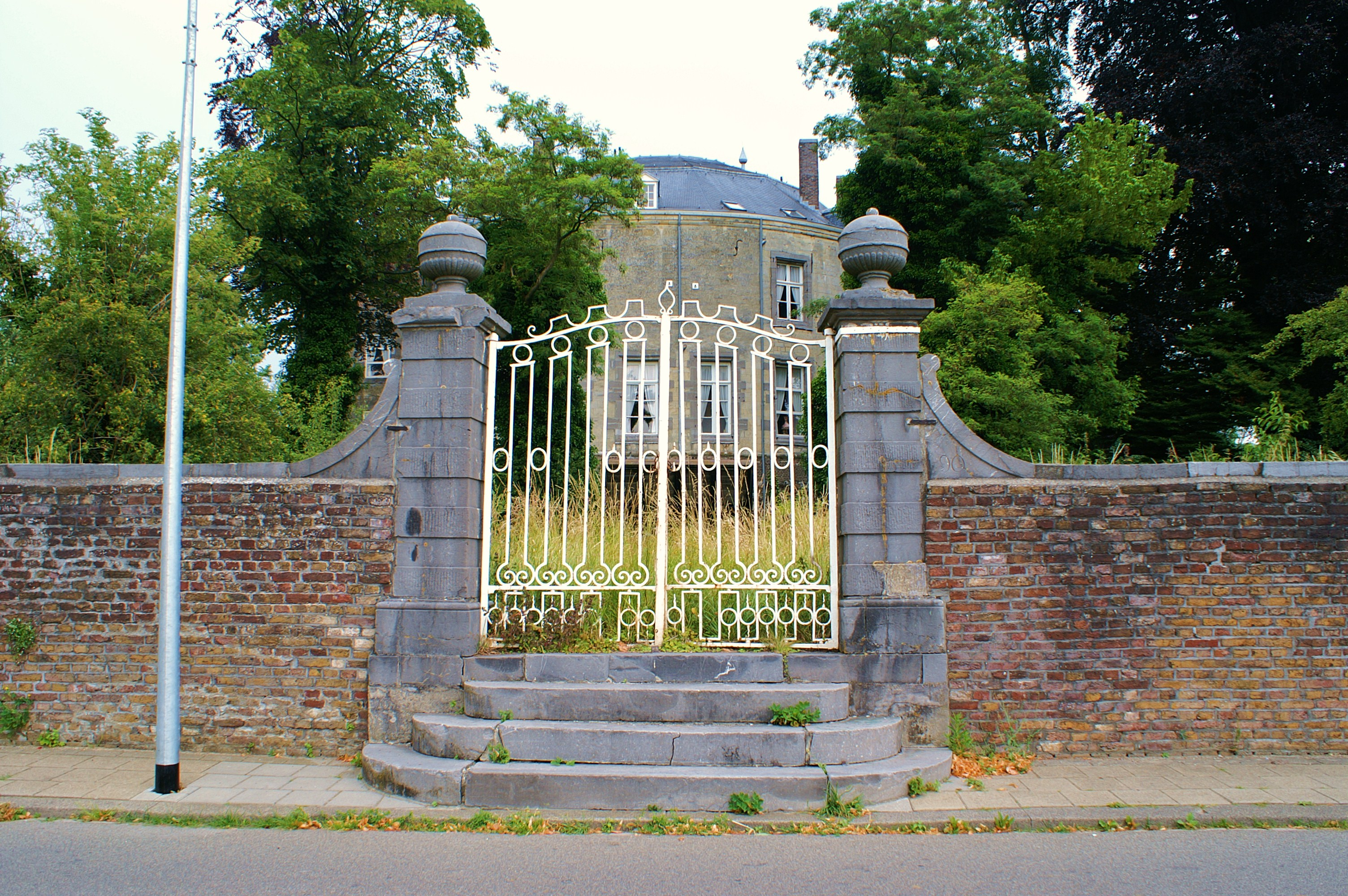
Monumentaal tuinhek
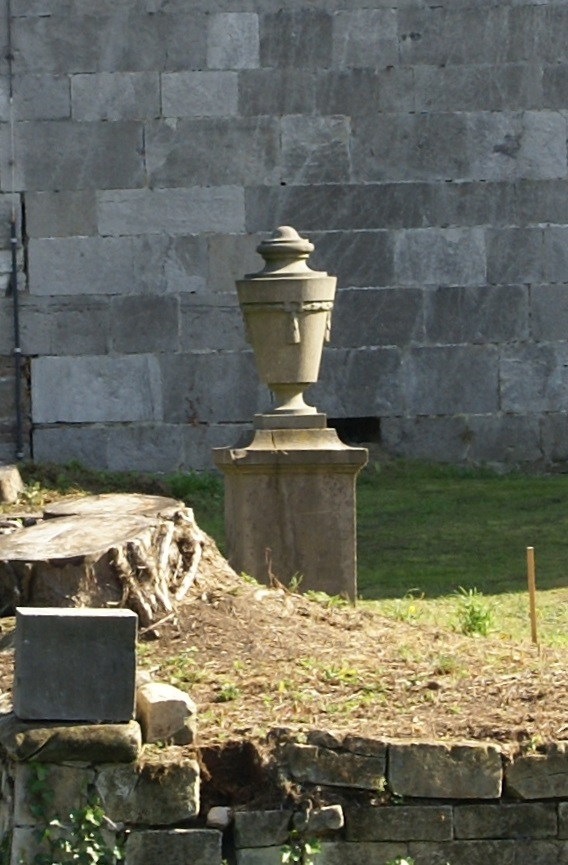
Tuinvaas

### Poortgebouw
De hoofdtoegang tot het kasteel wordt gevormd door een neobarok of neorenaissance poortgebouw met een portierswoning en een hoge, ronde traptoren met een helmdak. Het gebouw is opgetrokken uit roodbruine baksteen met hardstenen speklagen. De daken zijn gedekt met leisteen. Volgens de Rijksdienst voor het Cultureel Erfgoed dateert het gebouw uit 1897. Ten onrechte wordt vaak beweerd dat Pierre Cuypers de architect is.

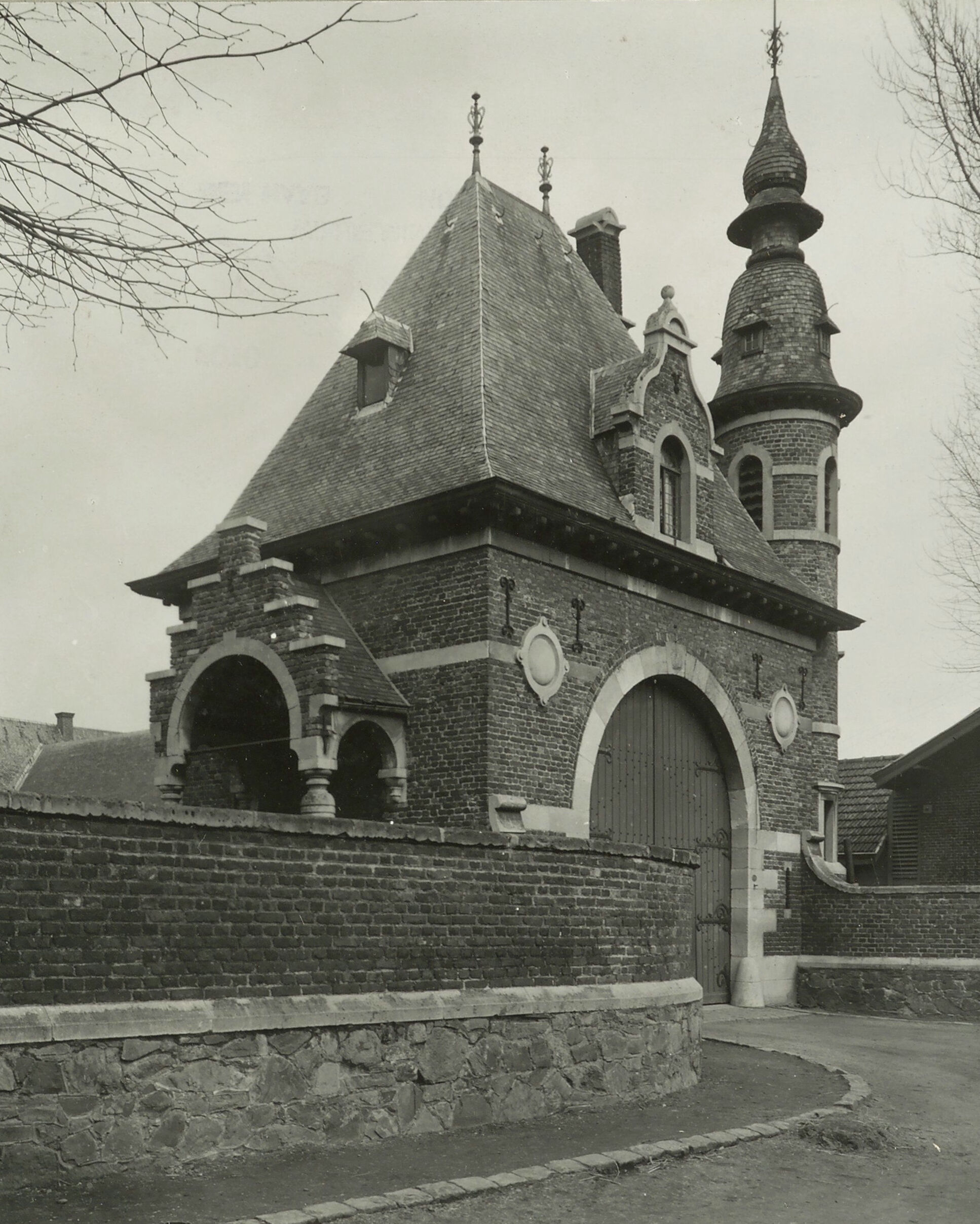
Poortgebouw, vóór 1939
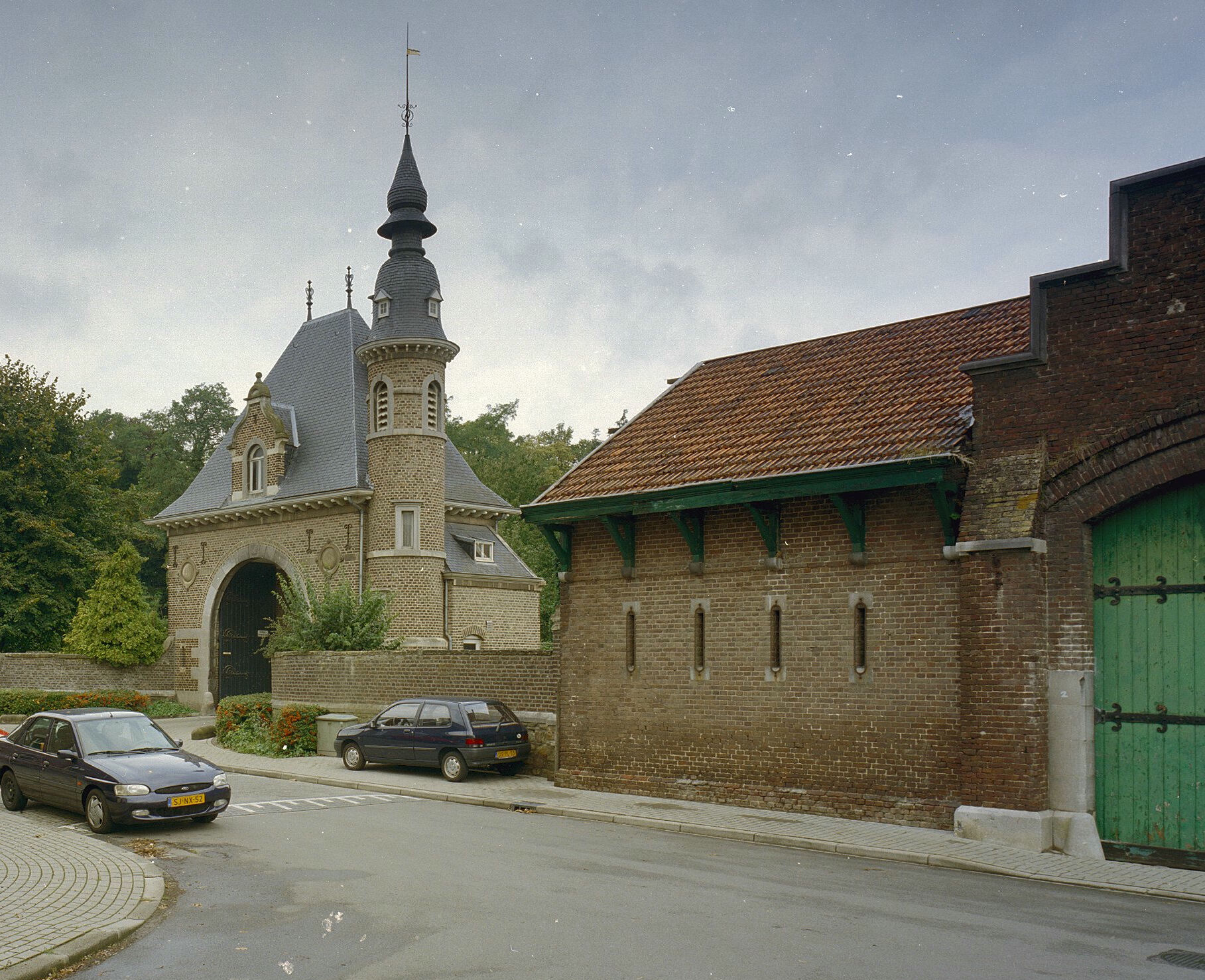
Vanaf de Spekstraat
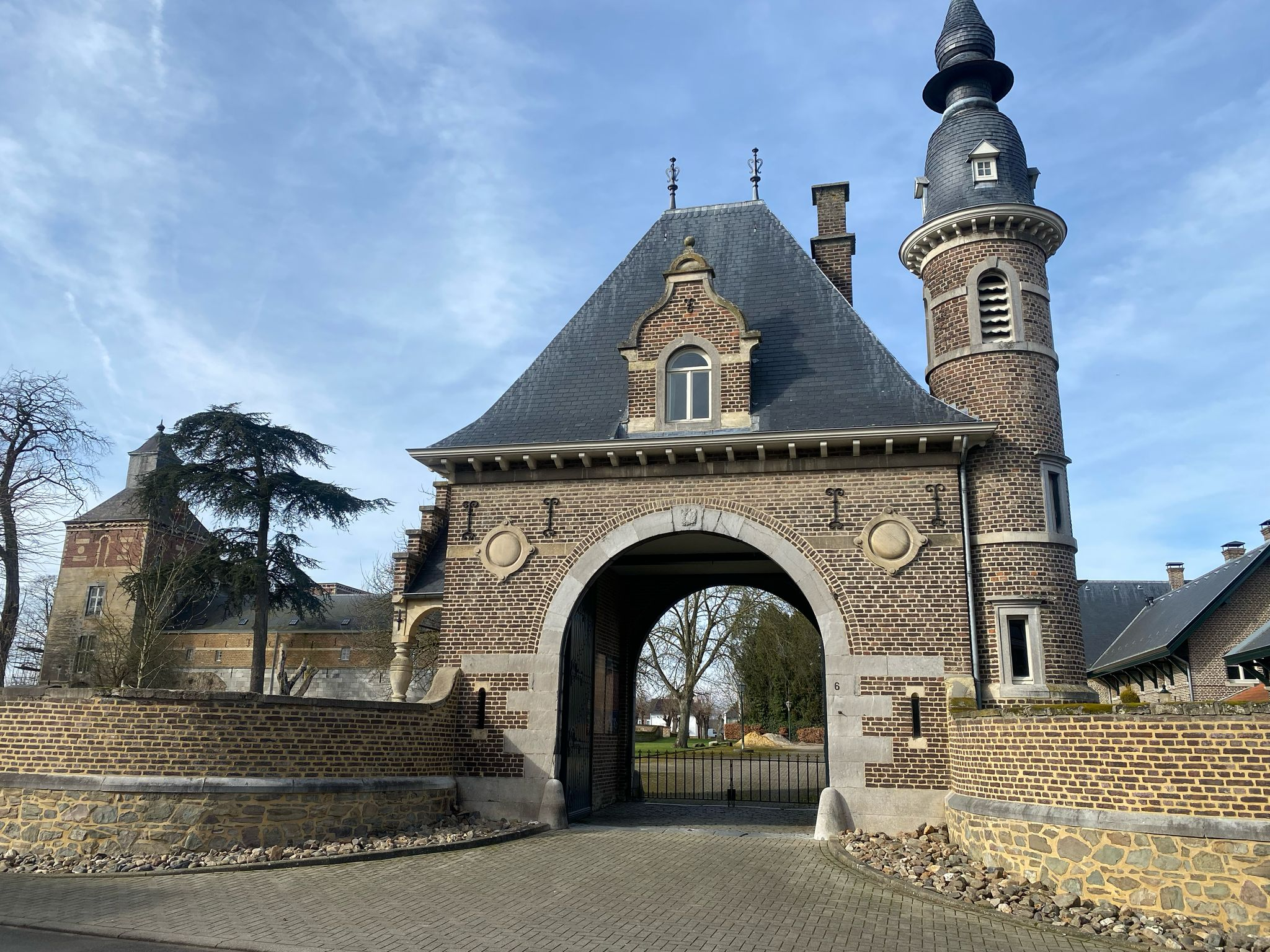
Poortgebouw en tuinmuur, zuidzijde
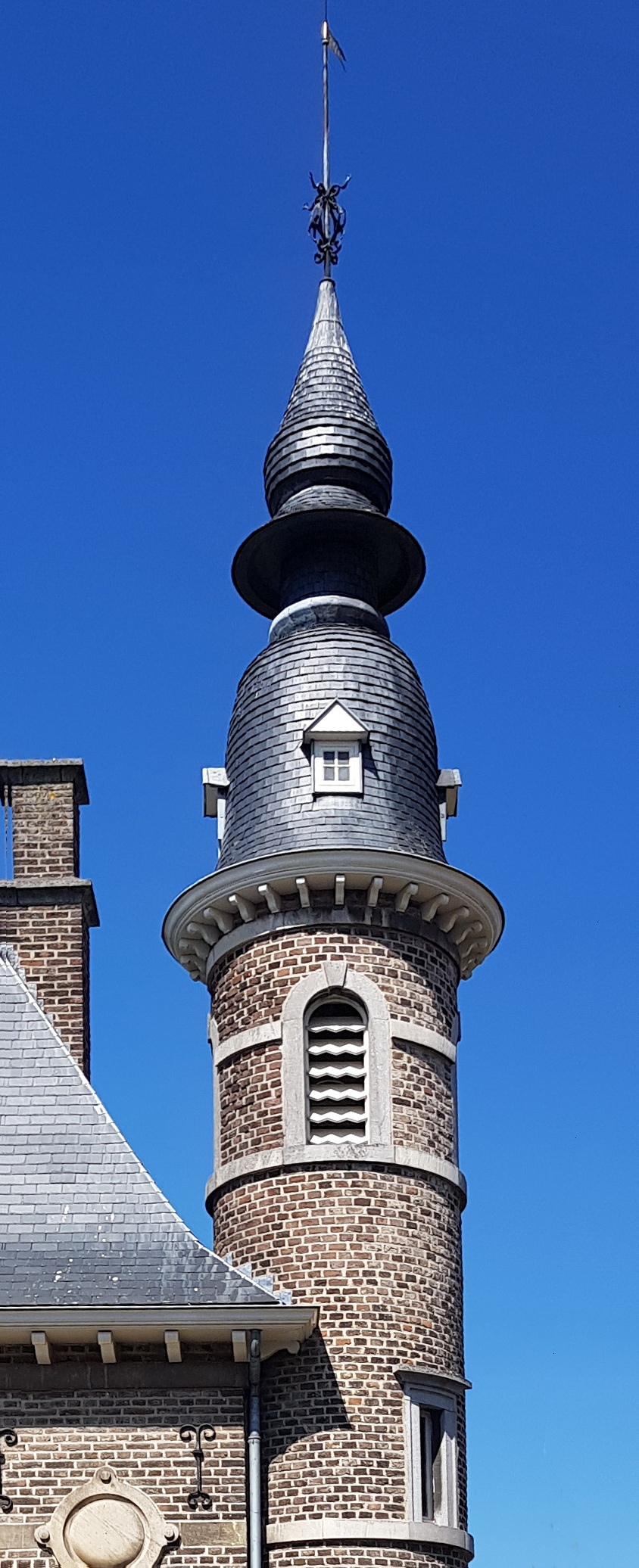
Toren
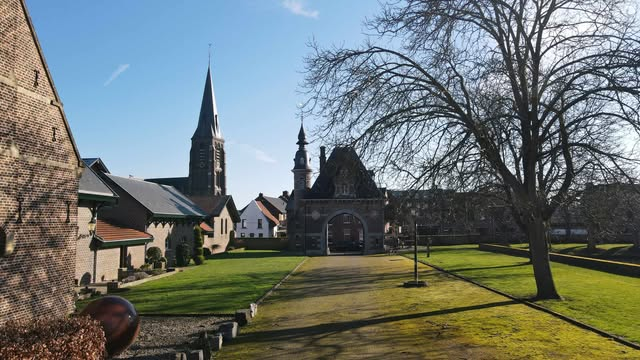
Kerk en poortgebouw vanuit het noorden
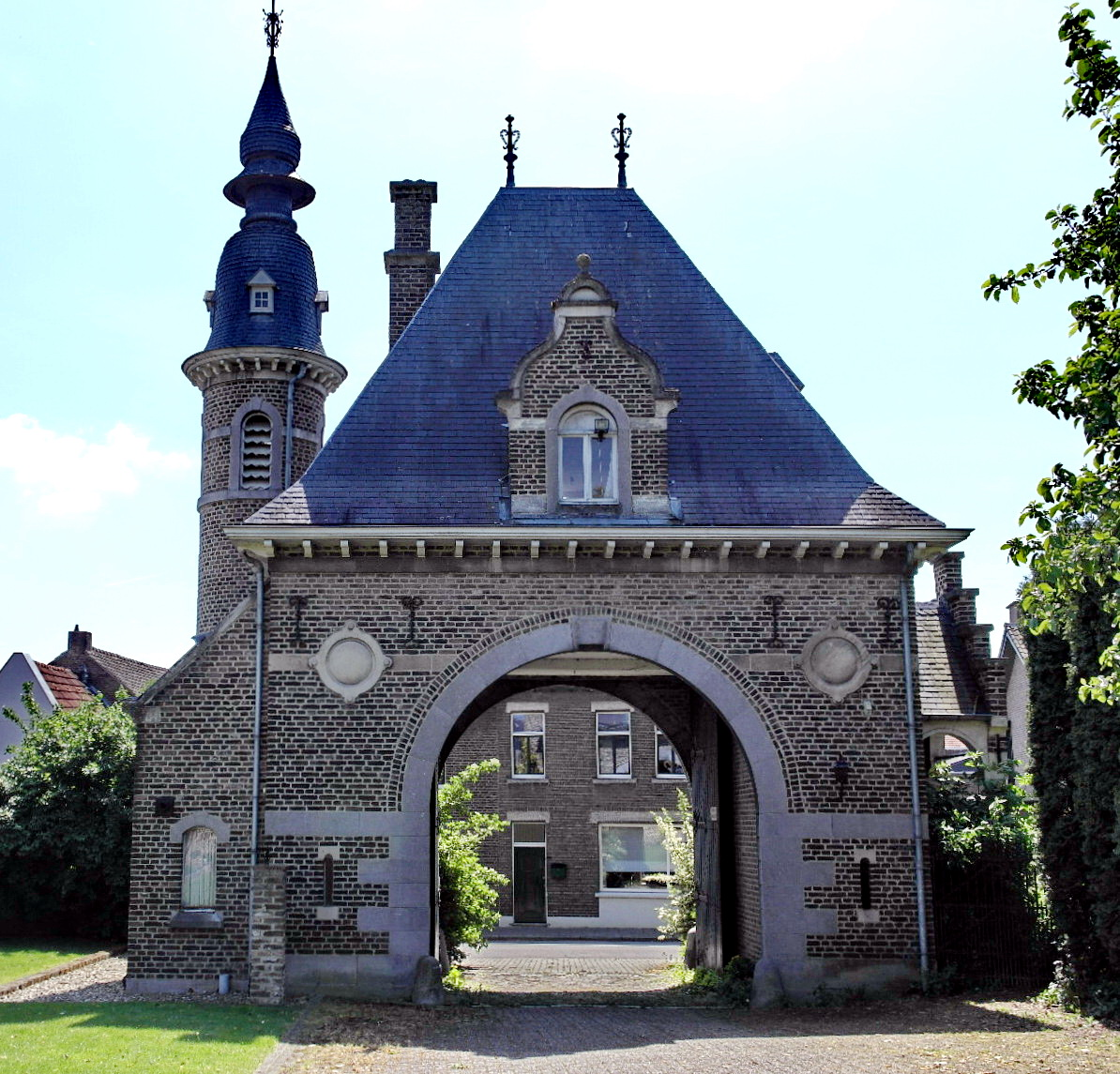
Poortgebouw, noordzijde

### Kasteelhoeve
De kasteelhoeve dateert deels uit de late 17e eeuw en is in de afgelopen jaren gerestaureerd. Het uitgebreide complex omvat een tiental gebouwen, waarvan een deel de status van rijksmonument heeft. Vooral het interieur van het vrijstaande complex met de voormalige varkensstallen oogt monumentaal.

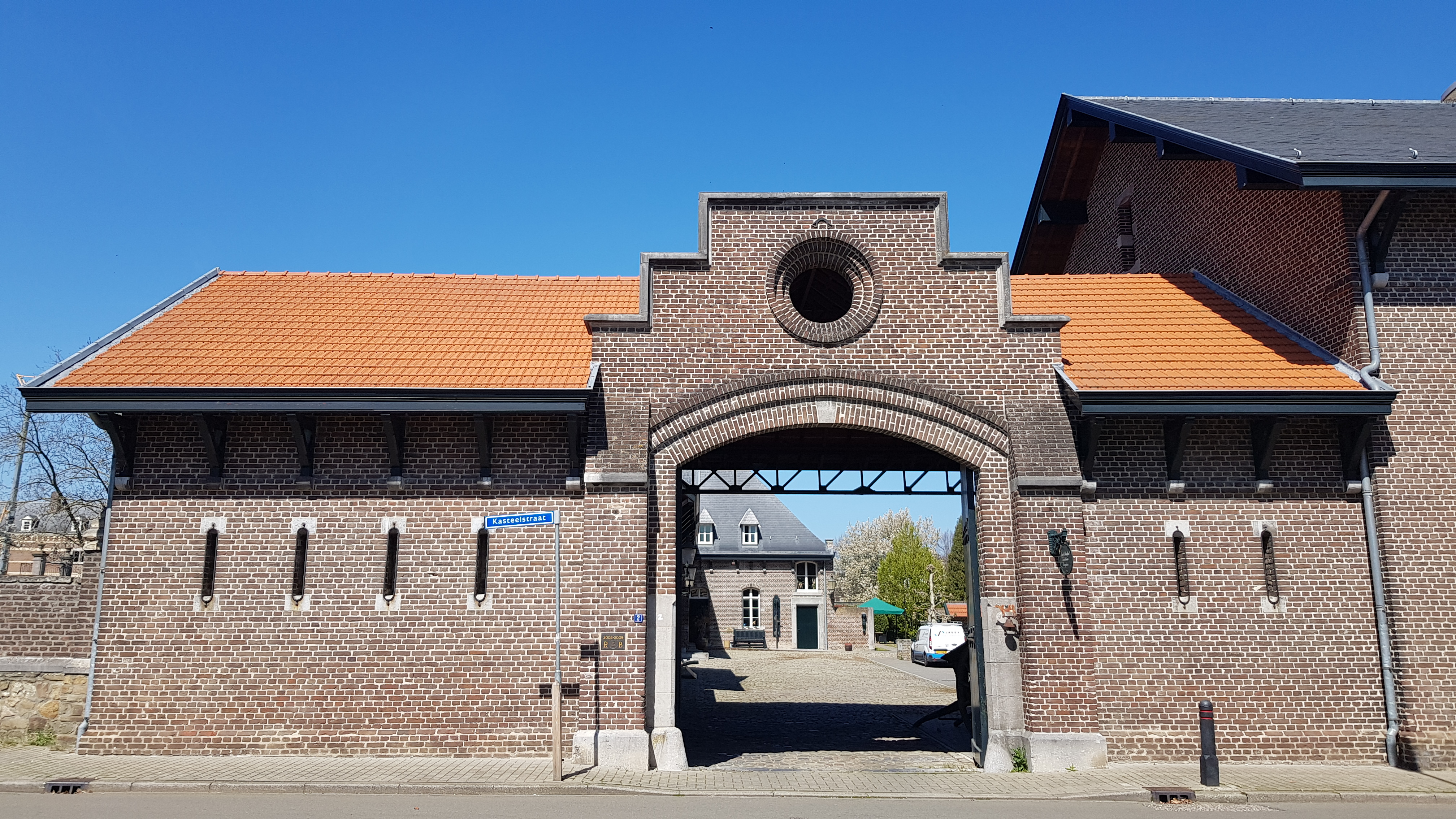
Toegangspoort kasteelhoeve
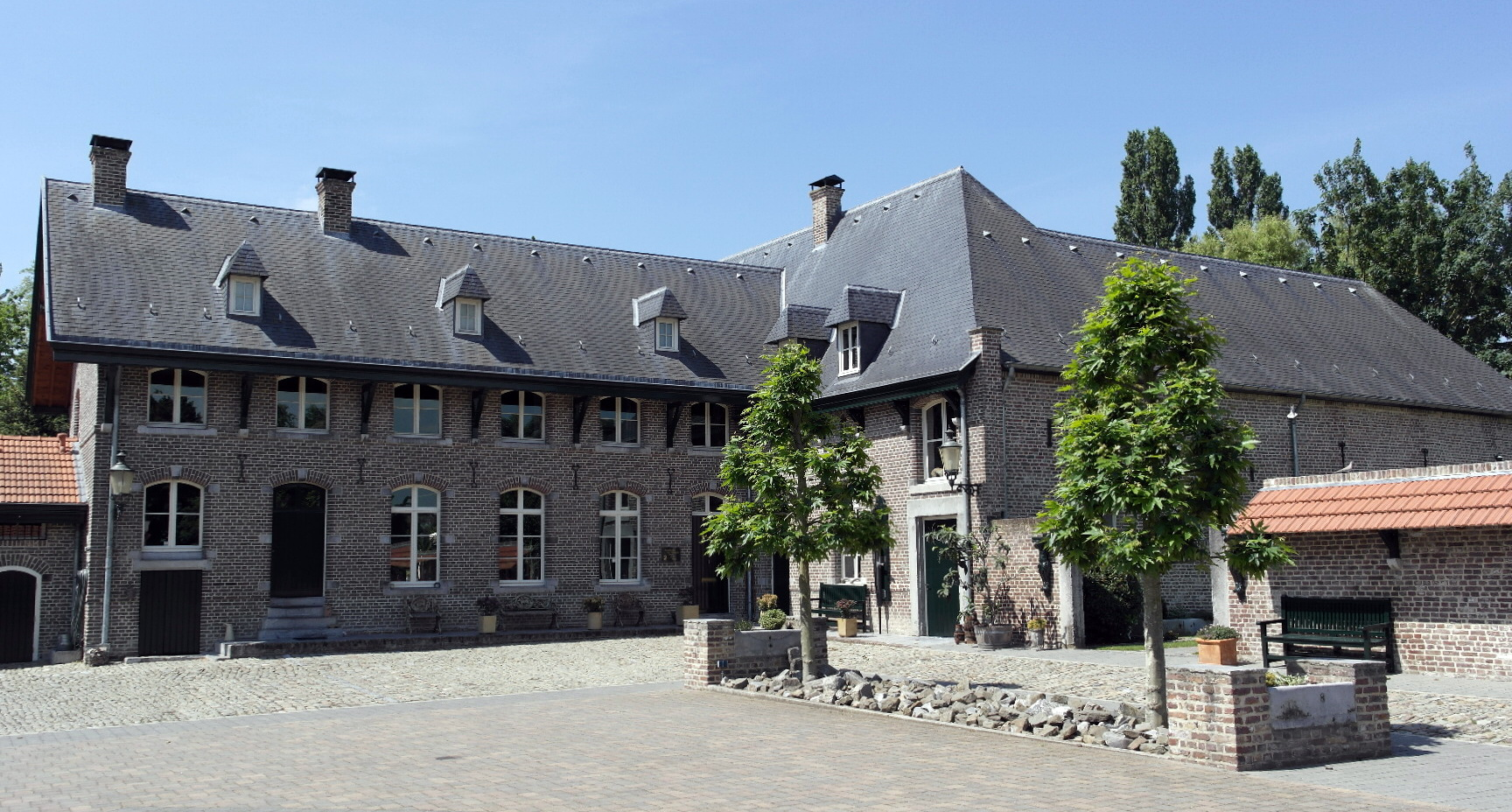
Kasteelhoeve, vanuit het zuidoosten
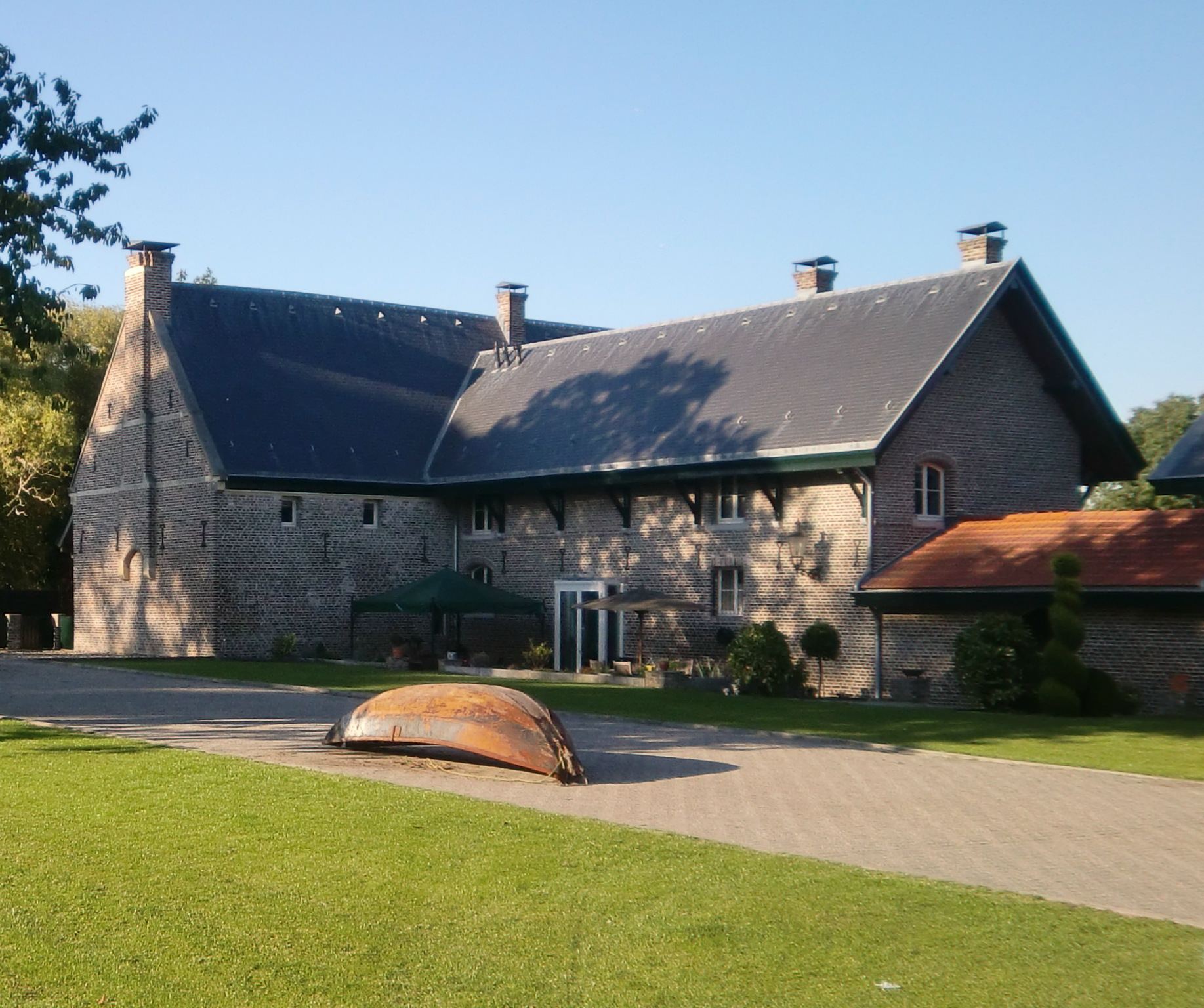
Idem, vanuit het zuidwesten
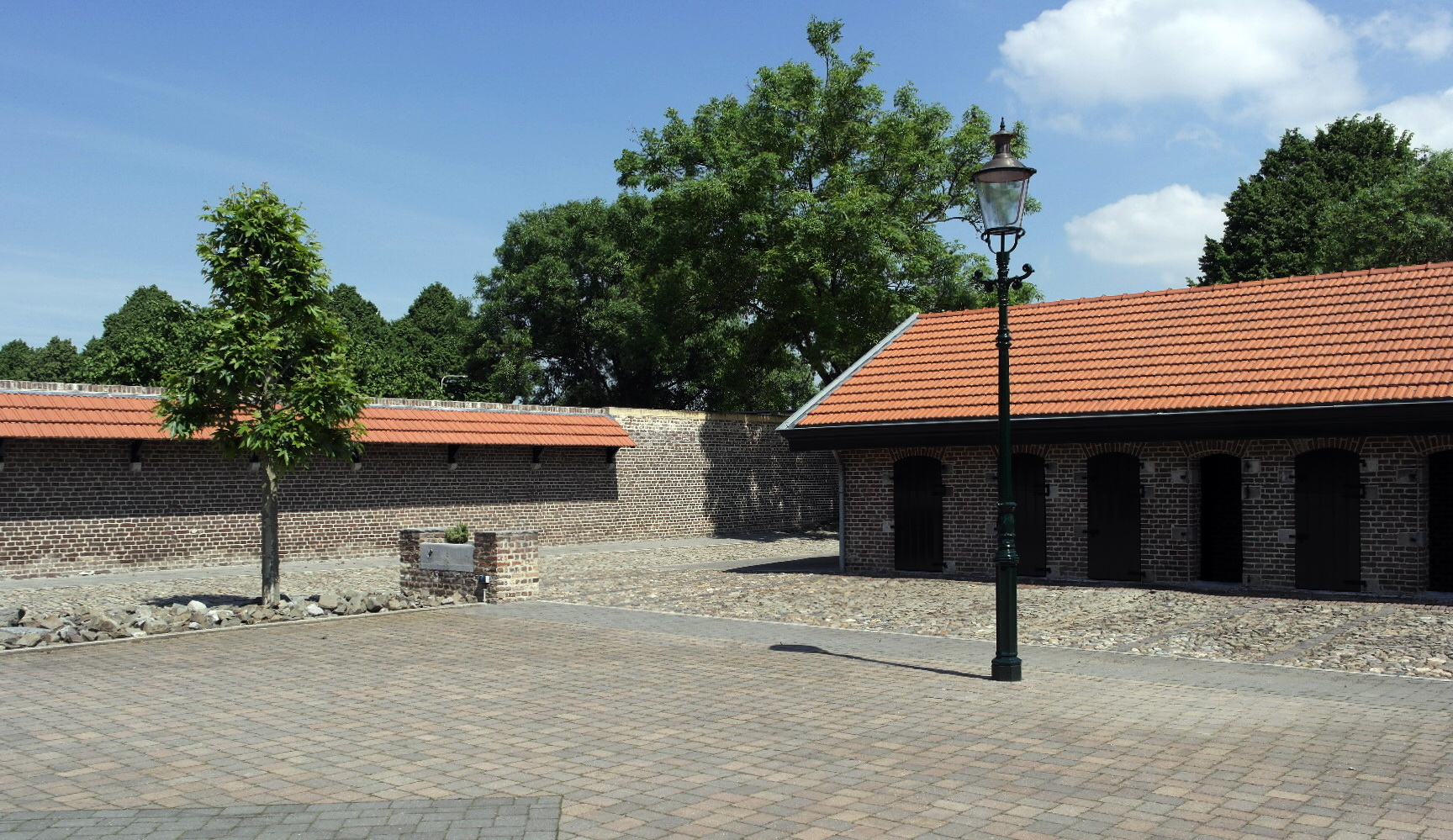
Stallencomplexen
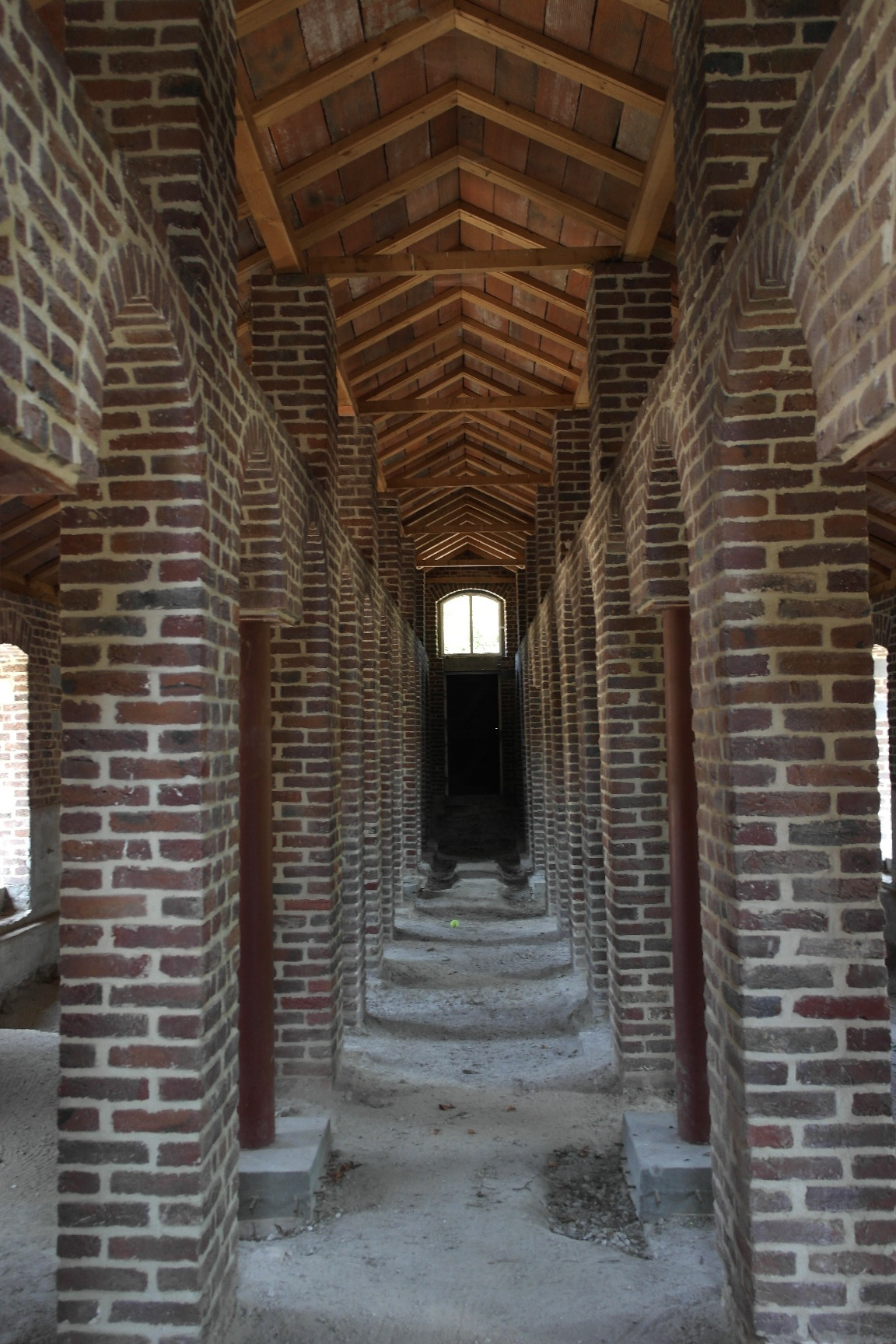
Vm. varkensstal
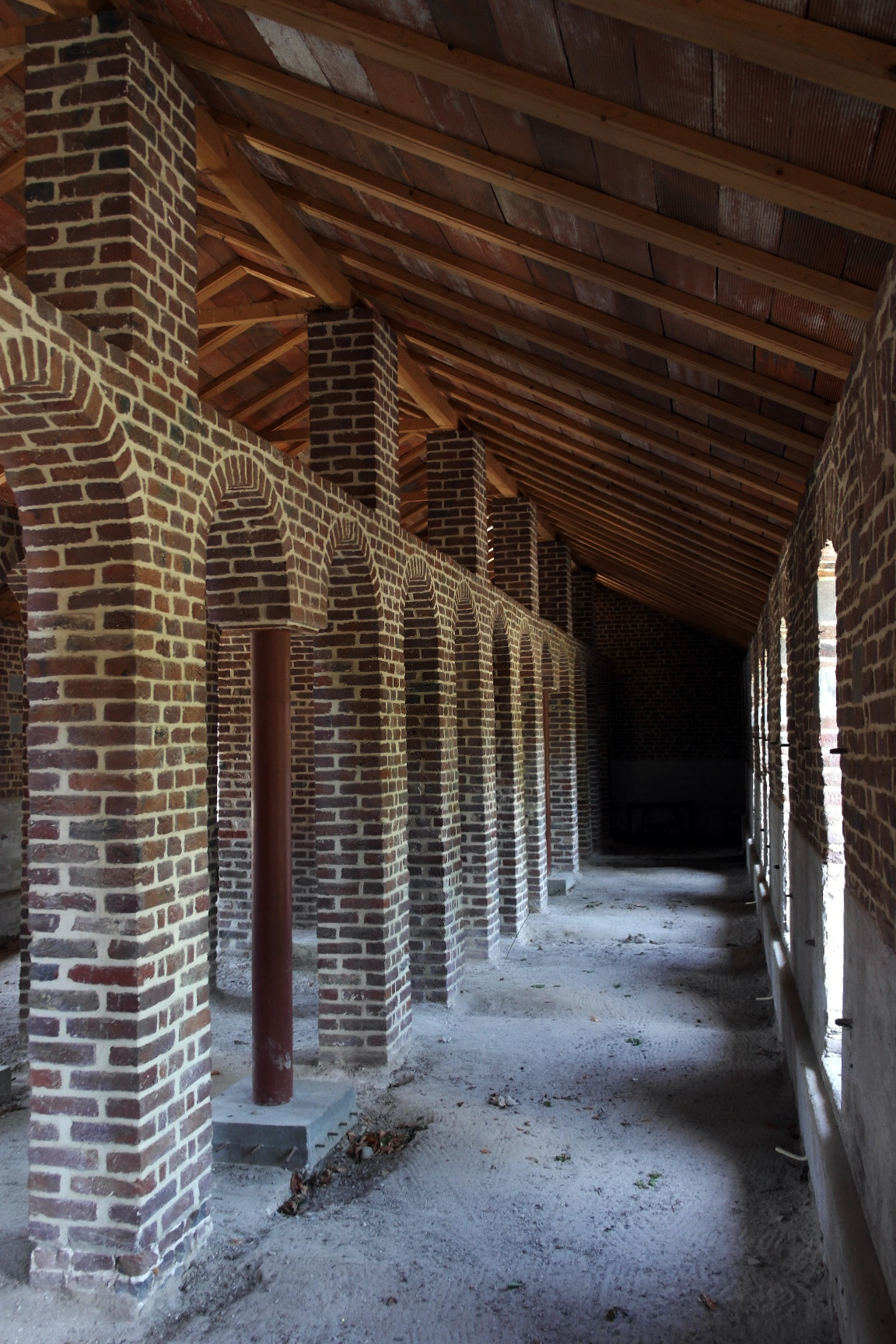
Idem
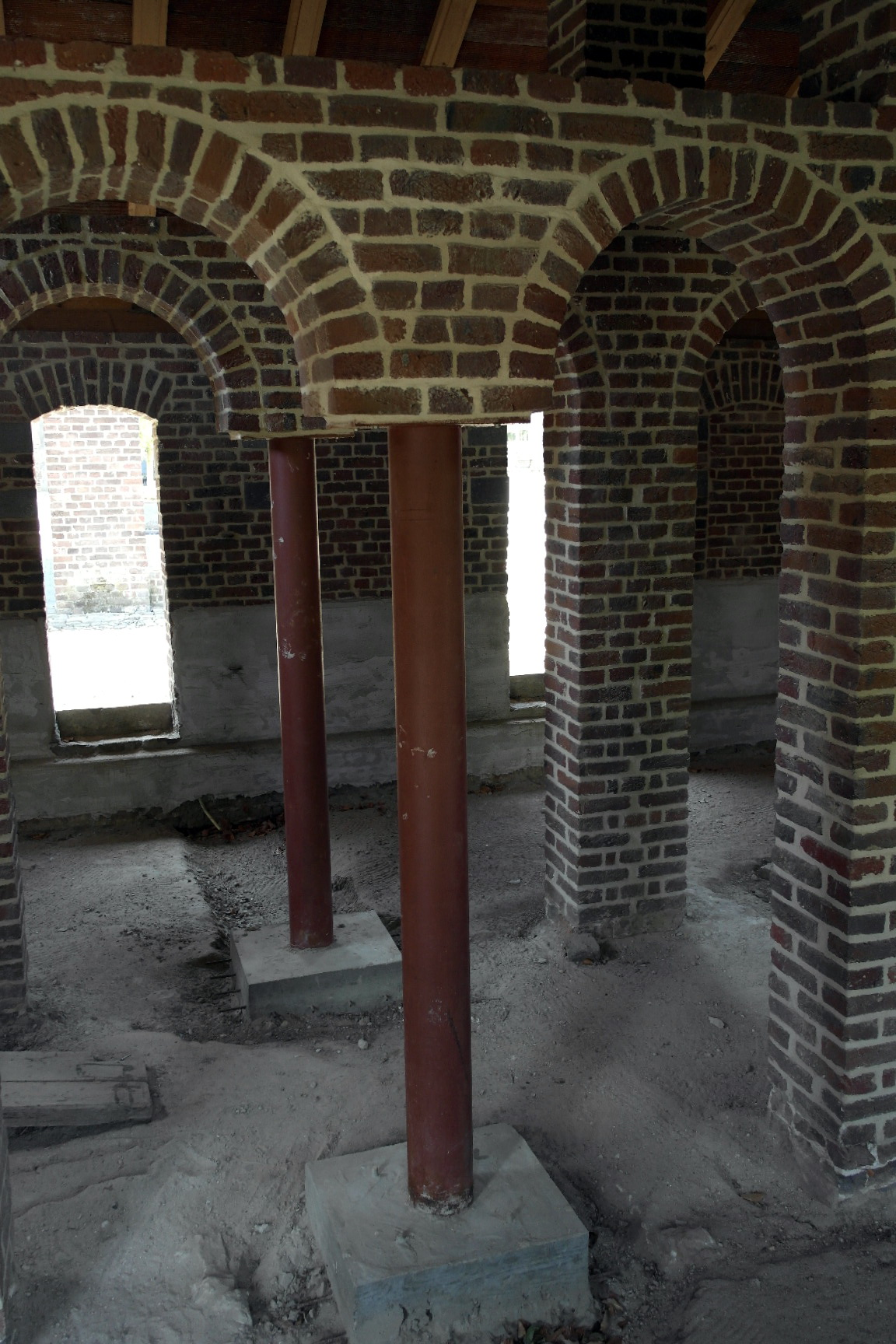
idem